# La Spezia
La Spezia (ligurisch Spèza) ist eine norditalienische Stadt in der Region Ligurien und Hauptstadt der gleichnamigen Provinz La Spezia. Mit 92.696 Einwohnern (Stand: 31. Dezember 2023) ist La Spezia die zweitgrößte Gemeinde der Region, nach der Regionalhauptstadt Genua.
Die Stadt liegt am östlichen Ende der Riviera di Levante und der Region Ligurien, wenige Kilometer von der Regionalgrenze zur Toskana entfernt. Sie liegt an einem tiefen Naturgolf, dem Golf von La Spezia, der auch unter dem Namen Golfo dei Poeti (zu deutsch: Golf der Poeten) bekannt ist. Dieser ist von einer Hügelkette umgeben, deren höchsten Punkt der Monte Parodi (673 Meter), westlich des Stadtzentrums, bildet. Das Gemeindegebiet stellt einen Teil der Verwaltungszone Autorità di Bacino Interregionale del Fiume Magra dar, und ein kleiner Abschnitt des Territoriums von La Spezia (die Siedlung Tramonti) gehört zum Nationalpark der Cinque Terre.

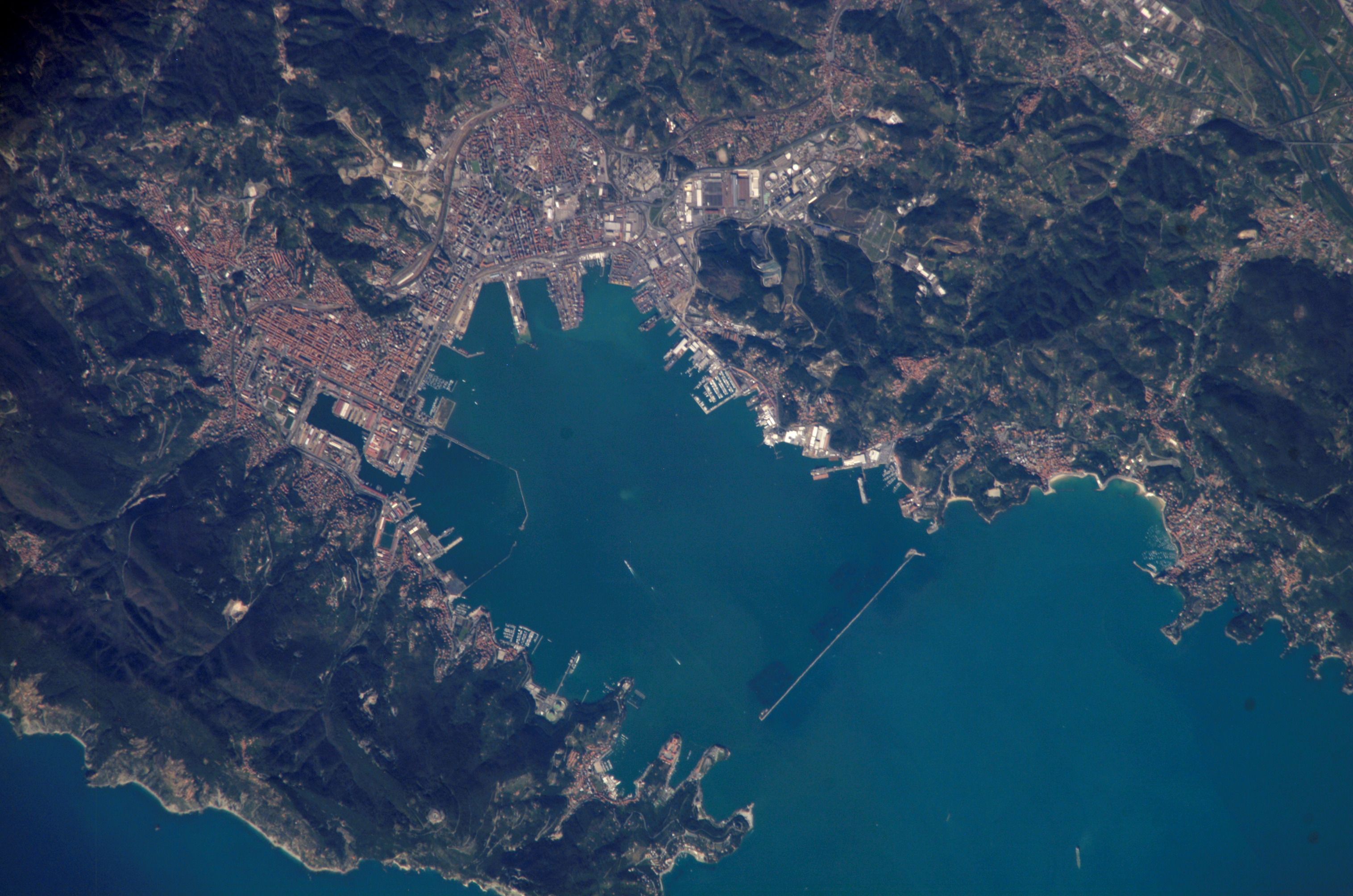
Satellitenbild La Spezias

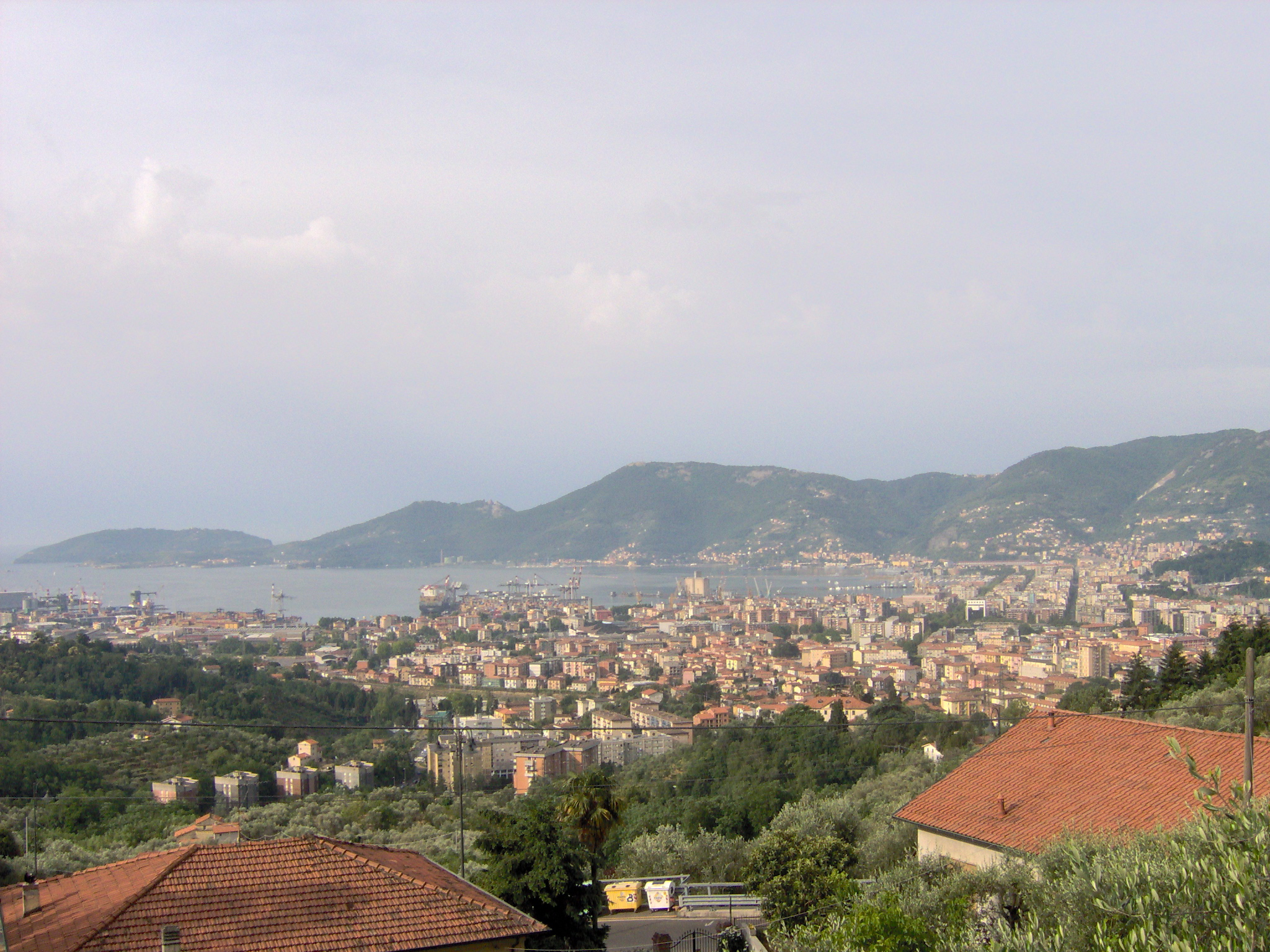
Sicht aus östlicher Richtung auf die Stadt

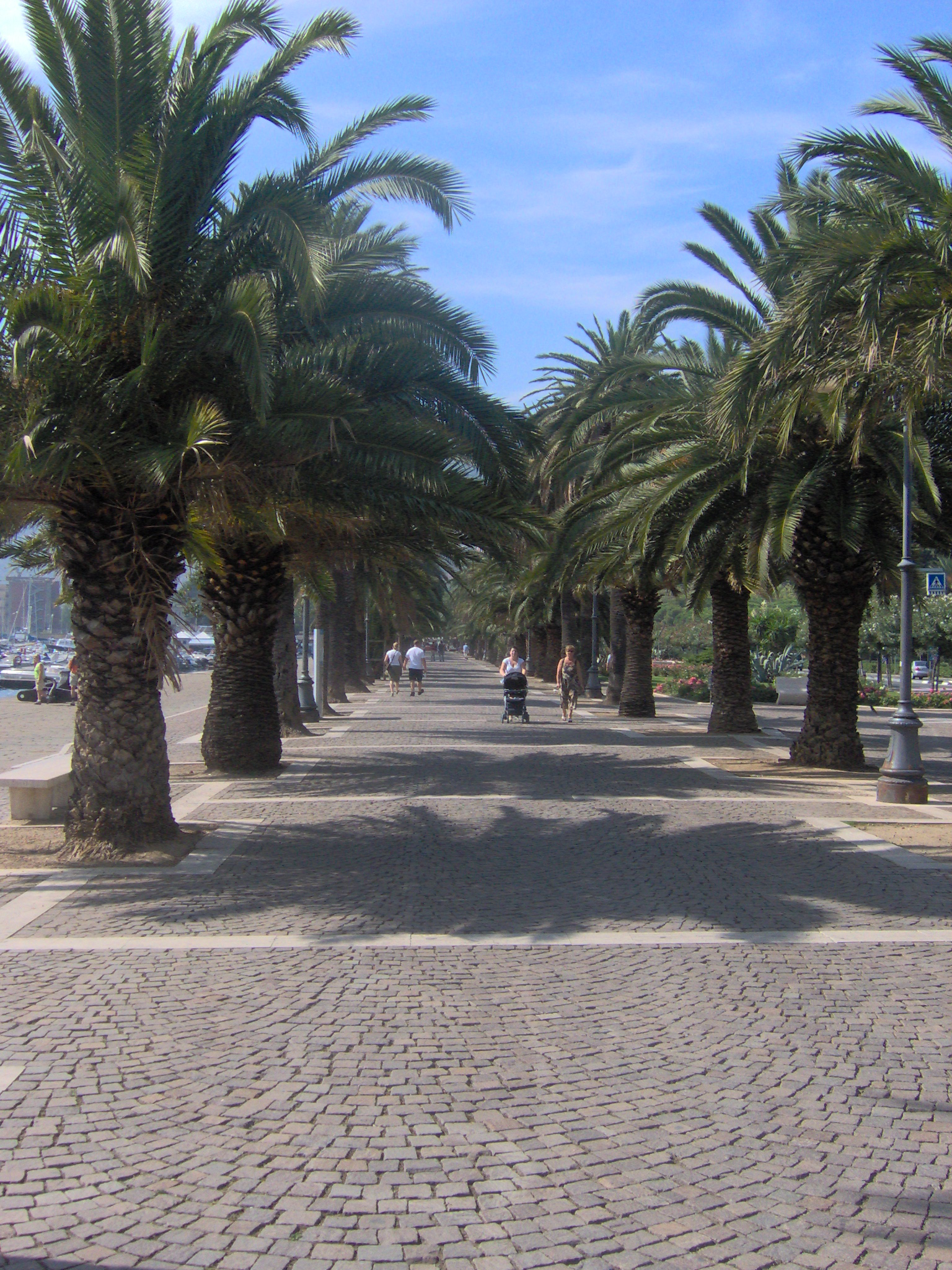
Die Uferpromenade Morin im Zentrum der Stadt

## Geographie
La Spezia liegt auf einem engen Landstreifen, den im Norden und Westen Berge und im Süden das Meer begrenzen. Eine Folge davon ist, dass eine größere Anzahl von Stadtvierteln auf den umliegenden Hügeln entstanden ist und die urbane Struktur daher relativ unregelmäßig ist. Um dem Stadtkern die Expansion in östlicher Richtung zu ermöglichen, wurde in den 1930er Jahren sogar der Hügel Colle dei Cappuccini abgetragen. An dessen Stelle befindet sich heute die Piazza Europa. Die Entwicklung in Richtung Westen verhindert die Marinebasis La Spezia.
Im Laufe der Stadtentwicklung wurden zahlreiche Arbeiten zur Urbarmachung notwendig. So bestand die Zone des heutigen Hafens weitestgehend aus Sumpfland (im Volksmund: Stagnoni). Der Golf von La Spezia, mit einer Ausdehnung von circa 150 Hektar, wird von einem 2210 Meter langen Wellenbrecher vom Ligurischen Meer abgetrennt. Zwei Öffnungen von ungefähr 400 und 200 Metern ermöglichen den Zugang. Die Bucht selbst hat eine Länge von 4,6 Kilometern und eine Breite von 3,2 Kilometern. Die besondere Beschaffenheit des Golfes, die Schutz vor Unwettern und feindlichen Angriffen bietet, war Grund dafür, dass in La Spezia eines der größten Marinearsenale gebaut wurde und sich dort im Laufe der Zeit einer der bedeutendsten Handelshäfen des Mittelmeers entwickeln konnte.

### Gliederung
Die 39 Stadtviertel La Spezias sind in fünf Munizipien zusammengefasst. Die Viertel der Stadt sind: Antoniana, Buggi, Buonviaggio, Canaletto, Chiappa, Cittadella, Colli, Fabiano, Favaro, Felettino, Foce, Fossitermi, Fossamastra, Isola, La Lizza, La Pianta, La Pieve, Limone, Marinasco, Mazzetta, Melara, Migliarina, Montepertico, Pagliari, Pegazzano, Pianazze, Poggio, Porta Rocca, Prione, Rebocco, Ruffino, San Bartolomeo, Sant’Anna, Scorza, Spallanzani, Termo, Umbertino, Valdellora und Vicci.
Die Gemeinde La Spezia umfasst neben La Spezia selbst die Orte Biassa, Campiglia, La Foce, Pitelli, San Venerio und Sarbia. Der Ballungsraum La Spezia hat eine Bevölkerung von über 180.000 und schließt die angrenzenden Gemeinden Vezzano Ligure, Lerici, Santo Stefano di Magra, Arcola, Follo, Riccò del Golfo di Spezia und Porto Venere ein.

### Klima
La Spezia liegt in einer gemäßigt warmen Klimazone; charakteristisch ist das Mittelmeerklima mit atlantischen Einflüssen. Die Winter sind relativ mild, was durch die ablindernden Eigenschaften des Ligurischen Meers und des aus Afrika stammenden Scirocco bedingt ist. Trotzdem sind, durch balkanische Kaltluftströme hervorgerufene, Kälteeinbrüche nicht selten, so dass La Spezia im Winter mitunter Minusgrade verzeichnet. Der Temperaturdurchschnitt des kältesten Monats, dem Januar, beträgt 7,6 °C. Der Sommer ist im Mittel relativ warm, mit 24 °C im Juli.
Durch die Lage im ligurischen Bogen mit dem Apennin direkt an der Rückenseite der Stadt wird das Abregnen der gesättigten Meeresluft begünstigt, so dass La Spezia relativ hohe Niederschlagsmengen im Jahr verzeichnet. Maximale Niederschläge werden im Herbst und Frühling erreicht. Das jährliche Niederschlagsmittel beträgt 1343 Millimeter. Obwohl Schneefall untypisch für das Mittelmeerklima ist, trat dieser insbesondere in den letzten Jahren gehäuft auf.

## Geschichte

### Von der Vorzeit bis zum Spätmittelalter
Ausgrabungen belegen, dass es in der Gegend des Golfs von La Spezia bereits in der Eisen- und Bronzezeit menschliche Siedlungen gegeben hat. Zur Zeit der Gründung Roms befand sie sich am Rande des etruskischen Einflussbereiches. Die Ursprünge der römischen Kolonisation hängen eng zusammen mit der Geschichte von Luna, einer römischen Ansiedlung nahe der heutigen Gemeinde Ortonovo im Südosten der Provinz La Spezia. Wegen der zum Teil steilen Apenninabfälle entlang der ligurischen Küste war die Anbindung an die Straßenverbindungen des Römischen Reichs recht begrenzt. Dennoch zeugen zahlreiche Ausgrabungsstätten davon, dass auch das Umland des heutigen Golfes von La Spezia fest in die Infrastruktur des Reiches eingegliedert war.
Das Christentum fasste vermutlich ab dem 3. Jahrhundert Fuß in der Region. Einhergehend mit der Völkerwanderung sowie den militärischen Auseinandersetzungen zwischen west- und oströmischem Reich fielen Heruler und Goten in Ligurien ein. 643 fiel die Region unter die Herrschaft der Langobarden. In den folgenden Jahrhunderten wurde die Küste regelmäßig von arabischen und normannischen Piraten heimgesucht – ein Faktor, der sich erst mit dem Aufkommen der italienischen Stadtrepubliken langsam änderte.
Die Ansiedlung La Spezia, ursprünglich nicht mehr als ein Fischerdorf, entstand im 12. Jahrhundert. Unter der Herrschaft von Nicolò Fieschi von 1256 bis 1273 entwickelte sich das durch seine Lage am Ende einer Bucht begünstigte Dorf zum Vorposten im Kampf gegen die Vorherrschaft Genuas. Aus dieser Zeit stammen auch die bis heute erhaltenen Grundmauern des Castello San Giorgio. Nach der Eroberung 1273 wurde La Spezia Teil der Republik von Genua: als Außenposten zur Verteidigung gegen die Konkurrenz der toskanischen Stadtrepubliken, insbesondere Pisa.

### Von der Renaissanceära bis zum Ende des 19. Jahrhunderts
In den Jahrhunderten zwischen dem Spätmittelalter und dem Ausbruch der Französischen Revolution entwickelte sich La Spezia langsam aber stetig zur zweitwichtigsten Stadt an der ligurischen Küste. Die zerstörte Stadtmauer wurde zu dieser Zeit wieder aufgebaut; ebenso die Kathedrale Santa Maria, die Mitte des 15. Jahrhunderts von den Genovesen geplündert und niedergebrannt worden war. Ebenso wie die gesamte Region wurde auch La Spezia von einer Malaria-Epidemie im Jahr 1656 schwer in Mitleidenschaft gezogen.
Die Dynamik hin zur Etablierung als großstädtisches Regionalzentrum setzte erst im Zuge der Napoleonischen Kriege ein. Als Teil der Ligurischen Republik gehörte La Spezia seit 1805 zum französischen Empire. Nachdem die Bedeutung der Stadt bereits durch die Befestigung der Hafenanlagen im 18. Jahrhundert gestiegen war, erhob die französische Regierung die Stadt zum Verwaltungssitz (1808) und baute das Hafenareal zu einem wichtigen Militärhafen aus. In der ersten Hälfte des 19. Jahrhunderts entstanden auch einige repräsentative Gebäude, wie etwa das Civic Teatre im Altstadt-Viertel in der Nähe des Hafens.
Nach der Niederlage Frankreichs 1815 wurde Ligurien Bestandteil des Königreichs Piemont. 1849 entschied sich die piemontesische Regierung unter dem Camillo Benso Graf von Cavour, einen der Hauptbetreiber der italienischen Einigung, den Militärhafen auszubauen. Die Arbeiten daran begannen 1857 und dauerten bis 1869. In der Folge verstärkte sich die Zuwanderung in die Stadt substanziell. 1861 lag die Bevölkerungsanzahl bei rund 15.000. Bis 1881 war sie bereits auf über das Doppelte angestiegen. Nach der Gründung des Königreichs Italien wurden die Befestigungsanlagen des Arsenals weiter ausgebaut. Seitdem fungiert das Arsenale Militare Marittimo von La Spezia als einer der wichtigsten, zeitweilig sogar der wichtigste Militärhafen Italiens. In den 1870er Jahren wurde ein weiteres Infrastrukturprojekt fertiggestellt – das bautechnisch anspruchsvolle und großteils durch Untertunnelungen realisierte Teilstück der Bahnstrecke Pisa–Genua zwischen Sestri Levante und La Spezia.

### 20. und 21. Jahrhundert
Als Militär- und Industriestadt sowie Verwaltungsmetropole der gleichnamigen Provinz wartete La Spezia zu Anfang des Jahrhunderts mit einer Einwohnerzahl von über 70.000 Bewohnern auf. 1911 gründete der Futurist Ettore Cozzani die Zeitschrift „Eroica“. 1913 begann der Architekt Vincenco Bacigalupi mit dem Bau des Trianon-Theaters. Weitere Bauten und Denkmäler folgten nach der faschistischen Machtübernahme 1922 – darunter auch der 1933 entstandene, neoklassizistische Palazzo delle Poste in der parallel zum Hafenkai verlaufenden Via Vittorio Veneto.
Ebenso wie in anderen Regionen Italiens, die traditionell eher zur politischen Linken tendierten, ging auch in La Spezia die Etablierung der faschistischen Diktatur nicht ohne Konflikte vonstatten. Der Autor Roger Engelmann berichtet in seinem Buch Provinzfaschismus in Italien. Politische Gewalt und Herrschaftsbildung in der Marmorregion Carrara sowohl von renitentem Verhalten als auch von Versuchen, politisch zu taktieren. Im Zweiten Weltkrieg wurde die Region stark in Mitleidenschaft gezogen. 1943 griffen alliierte Luftwaffenverbände die Stadt an und zerstörten große Teile der zivilen und militärischen Infrastruktur. Nicht zuletzt als Reaktion auf Massaker an der Zivilbevölkerung, die von der deutschen Wehrmacht sowie Verbänden der SS begangen wurden, kam es 1944/1945 auch in der ligurischen Bergregion zu einer starken Zunahme von Aktivitäten unterschiedlicher Partisanengruppierungen. Am 23. April 1945 gelang es den in der Resistenza zusammengefassten Organisationen schließlich, auch in La Spezia die militärische Kontrolle zu übernehmen.
In den unmittelbaren Nachkriegsjahren wurde La Spezia unter anderem bekannt als „Citta di Exodus“, als Hafen für die Ausreise jüdischer Flüchtlinge und Displaced Persons nach Palästina. Insgesamt verließen vom Sommer 1945 bis zum Frühjahr 1948 rund 23.000 Juden Italien mit dem Ziel Palästina. Im April 1946 legten die Schiffe Fede und Fenice aus dem Golf von La Spezia ab – ein Vorfall, der damals auch als „La-Spezia-Affäre“ bekannt wurde und der dazu führte, dass die ligurische Hafenstadt auf israelischen Karten bis heute als Schàar Zion, als das Tor Zions, aufgeführt ist. Als Gedenken an diese Vorfälle vergibt die Stadt jedes Jahr den Exoduspreis mit dem Ziel, die interkulturellen Beziehungen zu fördern. Dieser Preis erhielt seinen Namen in Anlehnung an die Exodus-Affäre. Das Schiff ist insofern mit La Spezia verbunden, dass es in Porto Venere nahe La Spezia zum Flüchtlingsschiff umgebaut wurde.
In den Jahrzehnten nach Ende des Zweiten Weltkriegs erreichte die Stadt ihren Einwohnerzenit. Laut ISTAT betrug die Einwohnerzahl im Jahr 1971 knapp 125.000 Personen. Ab den 1970er Jahren bewirkte die Krise der alten Industriesektoren auch in La Spezia ein langsames, aber stetiges Absinken der Einwohnerzahl. 2009 lag sie mit rund 95.000 Einwohnern auf einem ähnlich hohen Niveau wie zur Zeit unmittelbar nach dem Ersten Weltkrieg. Das Bürgermeisteramt stellten seit Beginn der Nachkriegsrepublik die linken Parteien (Sozialisten, Kommunisten bzw. PDS). Lediglich in den 1960er und 1970er Jahren besetzten die Christdemokraten über eine längere Periode dieses Amt. Ebenso wie die gesamte Region Ligurien ist auch La Spezia sowie die umliegende Provinz von den Auswirkungen der Globalisierung mehr oder weniger stark betroffen. Bemerkbar macht sich das vor allem durch eine verstärkte Arbeitsmigration sowie die dadurch ausgelösten Probleme.

### Stadtname

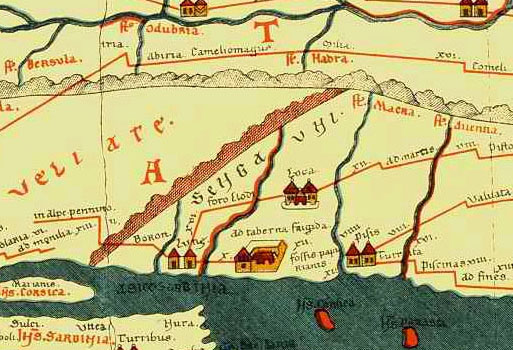
La Spezia auf der Tabula Peutingeriana aus dem vierten Jahrhundert

Der Ursprung des Ortsnamens ist unklar. Als Spezam findet er sich 1256 zum ersten Mal in einem Dokument bezeugt. Andere Quellen beziehen sich auf eine Schrift vom 25. Juli 1071, in der Spezia erwähnt worden sei. Als historischer Ortskern gilt das Altstadtviertel Poggio.
Der vorgestellte Artikel La hat nicht wenig Kontroversen ausgelöst. Er findet sich schon in den ersten in Italienisch verfassten Dokumenten mit Bezug zur Stadt. Nach der Einverleibung der Region Ligurien in das Königreich Sardinien 1815 beschloss die Verwaltung, den Artikel zu streichen, da eine derartige Schreibweise der Regel zuwiderläuft, nach der Ortsnamen keinen Artikel haben. Diese Änderung stieß auf den Unwillen der Einwohner, die mehrmals erfolglos Beschwerde bei der Zentralregierung einreichte. 1926 stellte der Gemeinderat einen Antrag auf die Wiedereinführung des Artikels, und am 2. April 1930 wurde schließlich mittels eines königlichen Erlasses der Name der Stadt als La Spezia festgeschrieben. Dazu hät das Statut der Stadt fest: „In der Benennung der Gemeinde wird dem Namen Spezia nach der historisch fundierten Tradition der bestimmte Artikel vorangestellt. Dieser ist in jeder Rechtsbeziehung den allgemeinen Gebrauchsregeln unterworfen und stets deklinierbar.“ Trotzdem bleibt der Artikel La in der Praxis häufig undekliniert; so findet sich statt des korrekten „dalla Spezia“ oft „di La Spezia“ oder statt „nella Spezia“ oft „in La Spezia“ verwendet. Oft wird er auch ganz weggelassen, man hört durchaus auch „Sono di Spezia“ oder „Vado a Spezia“.
Die Stadt wird in alphabetisch geordneten Verzeichnissen teils unter S, teils unter L eingeordnet.

## Wirtschaft
La Spezia verdankt seine wirtschaftliche und soziale Entwicklung in erster Linie dem Marinearsenal, das in der zweiten Hälfte des 19. Jahrhunderts auf Veranlassung von Camillo Benso von Cavour errichtet wurde. Der Marinestützpunkt, der bis heute zu den wichtigsten der italienischen Marine gehört, begünstigte die Wandlung des kleinen Fischerorts La Spezia zu einer größeren Provinzhauptstadt mit Sitz zahlreicher Industrien. Von besonderer Bedeutung für die Militärbasis ist das ansässige Rüstungsunternehmen Oto Melara. Weitere wichtige Industrieunternehmen sind Termomeccanica im Bereich Metallverarbeitung, das Wärmekraftwerk „Eugenio Montage“ des Energiekonzerns Enel und die Werften der Fincantieri und der Cantiere navale del Muggiano.
in der Nähe von La Spezia, auf dem Territorium Porto Veneres, befindet sich Italiens einzige Wiederverdampfungsanlage. Diese ermöglicht über den Seeweg den Import von Flüssiggasen, wie beispielsweise Methan. Das Ausbau- und Modernisierungsprojekt der Anlage im Jahr 2007 löste in der Bevölkerung Proteste aus.

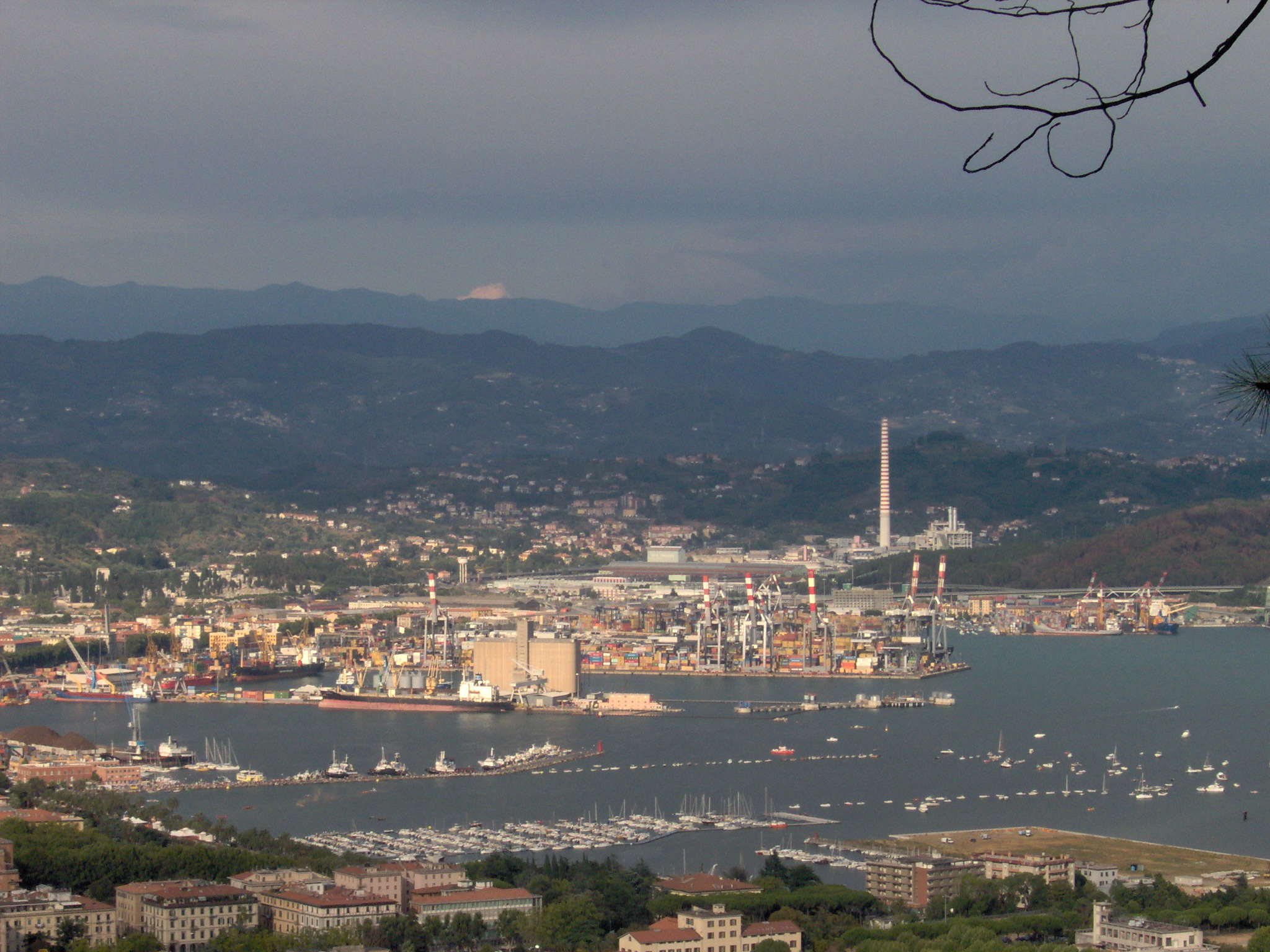
Hafen von La Spezia

Mit dem zunehmenden Abzug der Marine, die seit den 1990er Jahren verschiedene Abteilungen schloss und einige Einheiten in die Militärbasis von Tarent (Süditalien) verlegte, traten für die Wirtschaft La Spezias ernste Probleme auf, was sich auch in einem demographischen Rückgang widerspiegelte. Durch wirtschaftsfördernde Initiativen wurden leerstehende Räumlichkeiten der Marine für den zivilen Gebrauch umfunktioniert, was vor allem der in letzter Zeit stark expandierenden Sportschifffahrt zugutekam. Anfang der 2010er Jahre wurde die Shopping-Mall „Le Terrazze“ mit vermietbar Fläche von 38.500 Quadratmetern eröffnet. Der La Spezia Container Terminal, der von der Contship-Italia- Gruppe betrieben wird, verzeichnet steigenden Verkehr (Schiffsanläufe im Jahr 2015: 773, im Jahr 2019: 919).

### Das Wärmekraftwerk

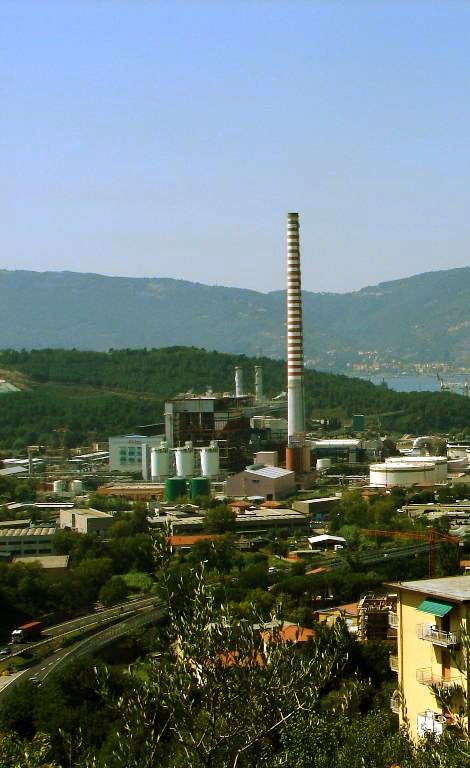
Blick auf das Kraftwerk „Eugenio Montale“

Im Stadtgebiet befindet sich das Wärmekraftwerk „Eugenio Montale“ des italienischen Energiekonzerns Enel. Nach Stilllegung des Gasturbinenkraftwerk-Anteils im Jahr 2016 wird es als Kohlekraftwerk mit einer Leistung von 520 MW betrieben.

### Tourismus
Von besonderer Bedeutung ist in den letzten Jahren der Tourismus für die Stadt geworden. Von diesem profitiert auch das Hinterland, insbesondere das Val di Vara, und die Riviera mit den vielbesuchten Cinque Terre, für die La Spezia der Ausgangspunkt für den Schienen-Regionalverkehr entlang der ligurischen Levante ist. Der Hafen von La Spezia ist Ausgangspunkt für den Fährbetrieb nach Sardinien und Korsika sowie Anlaufpunkt für Kreuzfahrtschiffe und Ausflugsverkehr in die umliegenden Orte, insbesondere die Cinque Terre.
Um Küste und Umland auch für einen nachhaltigen Tourismus zu erschließen, entstanden an der Küste und in den Tälern der Provinz diverse Agrotourismusbetriebe, was zu einer Wiederbelebung der ländlichen Region führte. Durch die Renovierung der vielen, in Verfall geratenen Landhäuser konnte das traditionelle Bild der Umgebung La Spezias bewahrt, beziehungsweise wiederhergestellt werden. Das gesteigerte Interesse an biologischen und hochwertigen Landwirtschaftprodukten hat auch den weingastronomischen Tourismus ansteigen lassen. Eine durch Verkehrsberuhigung und Fußgängerzonen mit in Gang gesetzte Aufwertung haben seit Anfang des 21. Jahrhunderts schließlich auch die Altstadt-Quartiere des Prione-Viertels zwischen Hauptbahnhof und Hafen erfahren.

### Medien
In der Stadt befinden sich die Zeitungsredaktionen des Il Secolo XIX, der La Nazione und der Gazetta della Spezia. Außerdem ist La Spezia Sitz des Fernsehsenders Tele Liguria Sud und der Lokalredaktion des genuesischen Fernsehkanals Primocanale. Mehr oder weniger umfangreiche Onlineangebote zur Verfügung stellen die Webportale Spezialmente.it, Tuttospezia.it, Cittadellaspezia.com und LaSpeziaOggi.it, die täglich oder monatlich über aktuelle Geschehnisse und Veranstaltungen im Bereich Politik, Kultur und Sport informieren.

## Demographische Entwicklung
Die demografische Entwicklung bis Ende des 18. Jahrhunderts lässt sich nur schätzen. Für die Zeit zwischen 1500 und 1800 ist es realistisch, von einer langsam ansteigenden Population zwischen mehreren Hundert und mehreren Tausend Einwohnern auszugehen. Das Istituto Nazionale di Statistica hat die demografische Entwicklung seit Mitte des 19. Jahrhunderts in Zahlen erfasst. Die Entwicklung dokumentiert das rasante Wachstum im 19. Jahrhundert, zeigt in der zweiten Hälfte des 20. Jahrhunderts allerdings einen langsamen Bevölkerungsrückgang. Die aus dem Jahr 2009 stammende Einwohnerzahl von rund 95.000 deutet auf eine Konsolidierung hin.

## Sehenswürdigkeiten

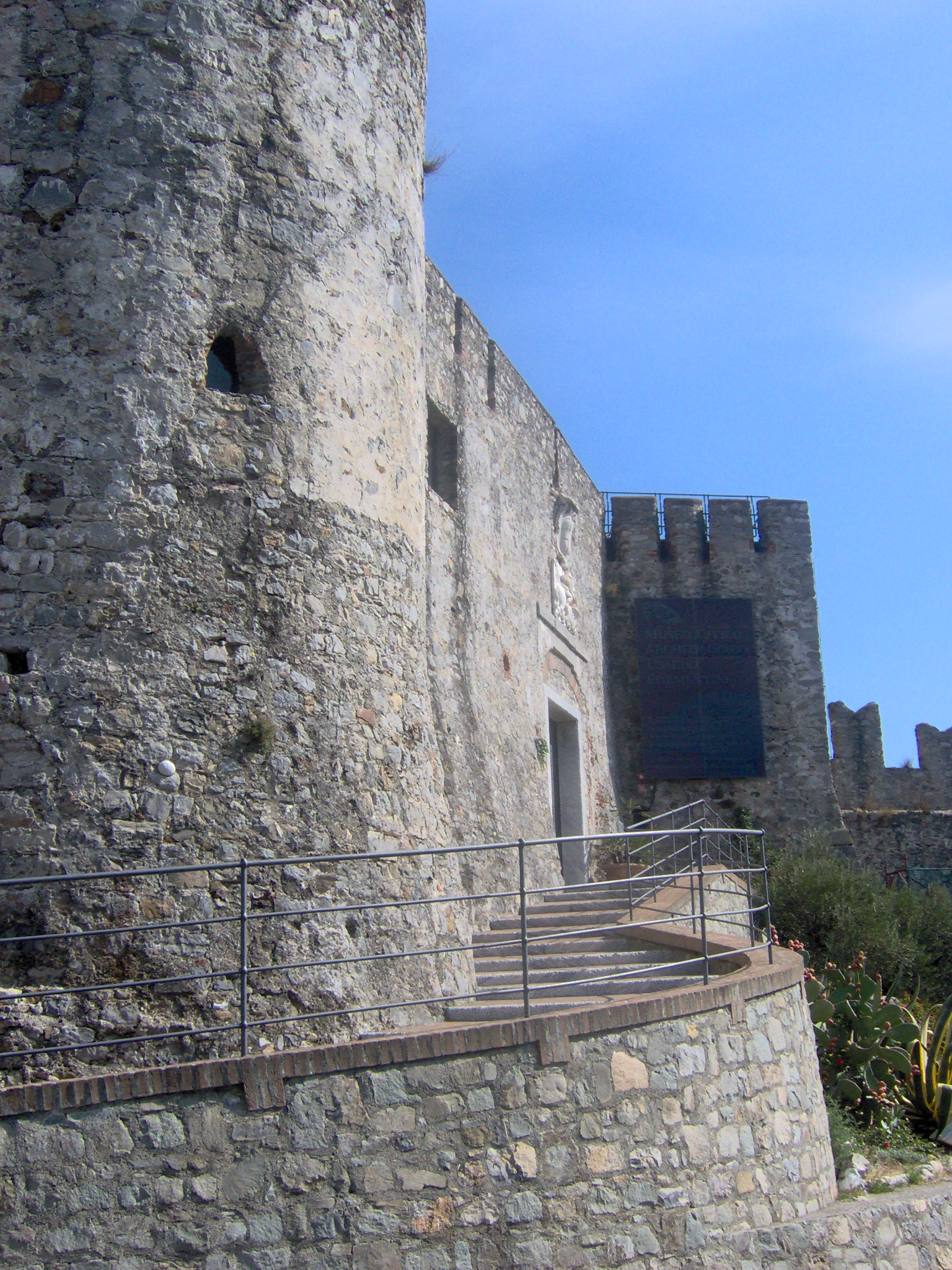
Das Castello San Giorgio

La Spezia besitzt eine große Bandbreite an historischen Gebäuden sowie einige Museen. Darüber hinaus ist die Stadt Mitglied in der Vereinigung der Kunst- und Kulturstädte (Associazione Città d’Arte e Cultura – CIDAC).
Abgesehen vom Castello San Giorgio, das oberhalb der Altstadt liegt, konzentrieren sich fast alle Sehenswürdigkeiten im unmittelbaren Stadtzentrum. Das Zentrum und dessen Kern, das Prione-Viertel zwischen Bahnhof und Hafenanlagen, wird grob umgrenzt vom Marinearsenal, der vom Bahnhof Richtung Arsenal und Porto Venere gehenden Viale Garibaldi sowie der parallel zum Hafen verlaufenden Durchgangsstraße Via Vittorio Veneto. Die zentrale Straße des Prione-Viertels ist die zur Fußgängerzone umgebaute Via Prione, welche, zunächst als Via Fiume, vom Bahnhofsvorplatz bis zum Hafen führt.

### Gebäude und Kirchen
- Castello San Giorgio. Auf der städtischen Anhöhe oberhalb der Altstadt gelegen, ist die ehemalige Verteidigungsfeste der Republik Genua das älteste noch erhaltene historische Gebäude. Die Grundmauern stammen aus dem 12., die erweiterten Anbauten großteils aus dem 17. Jahrhundert, als Militärarchitekten den oberen Teil der Verteidigungsanlage sowie den Stadtwall erweitern ließen. Die Restaurierungsarbeiten an der Anlage wurden im Jahr 1998 abgeschlossen. Seitdem ist das Kastell (wieder) für den Publikumsverkehr geöffnet.
- Kirche Santa Maria Assunta. Die im 13. Jahrhundert entstandene und 1454 neu errichtete ehemalige Kathedrale an der Piazza Beverini wurde im Zweiten Weltkrieg weitgehend zerstört. Die Restaurierung, insbesondere die Neuerbauung der zerstörten Fassade, erfolgte im Jahr 1954. Zum heutigen Inventar der Kirche gehören Altäre, Skulpturen und Gemälde aus unterschiedlichen Epochen – darunter die Marienkrönung, eine Terracotta-Skulptur des toskanischen Renaissancekünstlers Andrea della Robbia.
- Kirche Santo Giovanni e Agusto. Erbaut im 17. Jahrhundert, liegt die kleine Kapelle oberhalb der Piazza Sant’ Agostino, einem kleinen Platz in der Altstadt, dessen Bausubstanz großteils noch aus dem 18. Jahrhundert stammt.
- Cattedrale di Cristo Re. Der große, markante Bau des Architekten Adalberto Libera im funktionalischen Stil der Nachkriegsära entstand in den Jahren 1956 bis 1976 (bedingt durch den Tod Liberas ab 1963 fertiggestellt von Cesare Galeazzi aus La Spezia). Heute fungiert er als offizieller Bischofssitz sowie zentrale Kirche der Stadt. Gegenüber der Piazza Europa gelegen, bilden Kathedrale und Platz den optischen Endpunkt der teilweise arkadengesäumten Geschäfts- und Durchgangsstraße Via Vittorio Veneto.
- Chiesa Santa Maria della Neve. Die an der Viale Garibaldi gelegene Wallfahrtskirche aus dem 19. Jahrhundert wartet mit Stilemelenten aus Romanik und Renaissance auf.
- Palazzo delle Poste. Das Hauptpostamt, 1933 von Angiolo Mazzoni im neoklassizistischen Stil erbaut, befindet sich in Verdi Platz.
- Wochenmarkt-Areal auf der Piazza Cavour. Jeden Werktagvormittag ist das überdachte, im schnörkellosen Industriestil gehaltene Marktareal Schauplatz des größten Lebensmittelmarktes in der Region. Die Angebote umfassen ein großes Sortiment an frischem Obst, Gemüse, Käse, Wurst, Fleisch und Fisch.

### Museen
In den 1990er Jahren gab es einige Museums-Neugründungen. Zu den Museumseinrichtungen in der Region Ligurien kamen als Neuzugänge in La Spezia das Museum für Moderne Kunst (CAMeC) sowie das Museo Amadeo Lia, das auf die Initiative des Industriellen Amadeo Lia zurückging. Er hinterließ seine Gemäldesammlung der Stadt La Spezia mit der Auflage, geeignete Räumlichkeiten zur Verfügung zu stellen. Derzeit sind folgende Museen für den Publikumsverkehr geöffnet:
- Museo civico archeologico: städtisches Museum mit Schwerpunkt archäologische Funde. Ursprünglich im Rückgebäude des ehemaligen Adelspalastes der Familie Crozza im Museo Civico untergebracht, ist das Museum seit 2000 Teil des restaurierten Castello San Giorgio. Exponate: Fossilien, die im 19. Jahrhundert beim Marmorabbau gefunden wurden, archäologische Funde aus der Grotta dei Colombi auf der Insel Palmaria sowie römische Skulpturen und Mosaike. Highlight des Bestands sind die sogenannten Lunugiana-Stelen – römische Aschenurnen aus Luna, welche aus dem frühen Altertum stammen.
- Museo Amedeo Lia: Die 1995 von dem Elektrounternehmer Amedeo Lia gestiftete Gemäldesammlung hat unter Kunstliebhabern den Ruf als eine der bedeutendsten an der italienischen Rivieraküste. Um angemessene Räumlichkeiten zur Verfügung zu stellen, baute die Stadt den ehemaligen Klosterkomplex des Heiligen Francesco aus dem 17. Jahrhundert in der Via Prione um und sorgte für eine umfassende Modernisierung. Die Sammlung enthält einige bekannte Exponate der Renaissance und des Barock, darunter der „Heilige Johannes der Evangelist“ von Pietro Lorenzetti, „Bildnis eines Edelmanns“ von Tizian, „Die Kreuzabnahme“ von Tintoretto, Giovanni Bellinis „Geburt Christi“ sowie Gemälde von Canaletto, Paolo Veronese und Bernardo Bellotto.
- Museo tecnico navale: direkt neben dem Militärarsenal in der Viale Amendola gelegen, enthält das Marinetechnikmuseum eine Sammlung von historischen Galionsfiguren und Schiffsmodellen. Hinzu kommen Seekarten sowie nautische Gerätschaften. Darüber hinaus dokumentiert es allgemein die Geschichte der italienischen Kriegsmarine.
- Museo dei Trasporti : bietet eine große Sammlung von verschiedenen Eisenbahnmaterialien, Dampflokomotiven und Elektro- und Diesellokomotiven, Waggons, Eisenbahnwaggons, Steuerungssystemen. Es hat auch eine große Sammlung historischer Dokumentationen, die dem Thema der alten ligurischen Bahnhöfe, Transport- und Reisemittel, Filme, Vintage-Fotografien und einigen Gemälden gewidmet sind.
- Museo del Sigillo: Das Siegelmuseum im Palazzo delle Arti in der Via Prione bietet eine Sammlung von historischen Siegeln und Stempeln. Von der Zeitspanne her dokumentieren die mehr als 1500 Exponate Siegel und Stempel von der Bronzezeit bis zur Jugendstilära. Da die Ausstellungsobjekte zum Teil sehr klein sind, umfasst das Museum nur wenige Räume.
- CAMeC (Centro d’Arte Moderna e Contemporanea, Museum für zeitgenössische Kunst‘) an der Piazza Cesare Battisti. 2004 eröffnet, dokumentieren die ausgestellten Exponate schwerpunktmäßig die Kunstepochen ab 1950. Exponate unter anderem: Gemälde und Grafiken von Victor Vasarely, Wassily Kandinsky und Giorgio de Chirico.
- Das Museum für Radioelektronik und Telekommunikation erzählt die Geschichte des Radios und seiner Anwendungen von Marconi bis heute. Der Sitz befindet sich in der Via Fontevivo 52. www.arilaspezia.it

## Kultur
La Spezia verfügt über zahlreiche kulturelle Angebote sowie improvisierte Kunstinitiativen. Insbesondere in den Sommermonaten findet eine Vielzahl von Theater- und sonstigen Freilichtauftritten statt, oftmals mit kleinen, unbekannten Gruppen und organisiert von lokalen Initiatoren bzw. in Selbstorganisation. Hinzu kommen unterschiedliche Sport-, Fest- und Musikveranstaltungen. Im Jahr 2007 gab es im Rahmen des Wissenschaftfestivals (Festival della Scienza) zahlreiche Veranstaltungen in der Stadt.
Während das gastronomische Angebot der Stadt durchaus als vielfältig bezeichnet werden kann und das übliche Spektrum von „volkstümlich-einfach“ bis „trendig“ abdeckt, konnten sich reine Diskotheken – ähnlich wie im größten Teil des restlichen Italien – bislang nicht etablieren. Ebenso wie in vergleichbaren Städten beherrschen auch im urbanen Zentrum von La Spezia die für Italien typischen Restaurants, Kneipenbetriebe und Kaffeebars das Bild.
Das Internationale Jazzfestival La Spezia umfasst jährlich eine Reihe von Konzerten und ist eines der ältesten Jazzfestivals Italiens. Es fand bis zum 42. Internationalen Jazzfestival 2010 meist in dem unmittelbar am Hafen gelegenen Freiluftgelände des Centro Allende statt, seither verteilt es sich über mehrere Veranstaltungen über einen größeren Zeitraum und verschiedene Örtlichkeiten. Stilistisch deckt das Festival ein breites Spektrum ab von Traditionell bis Free Jazz.

## Ökologie

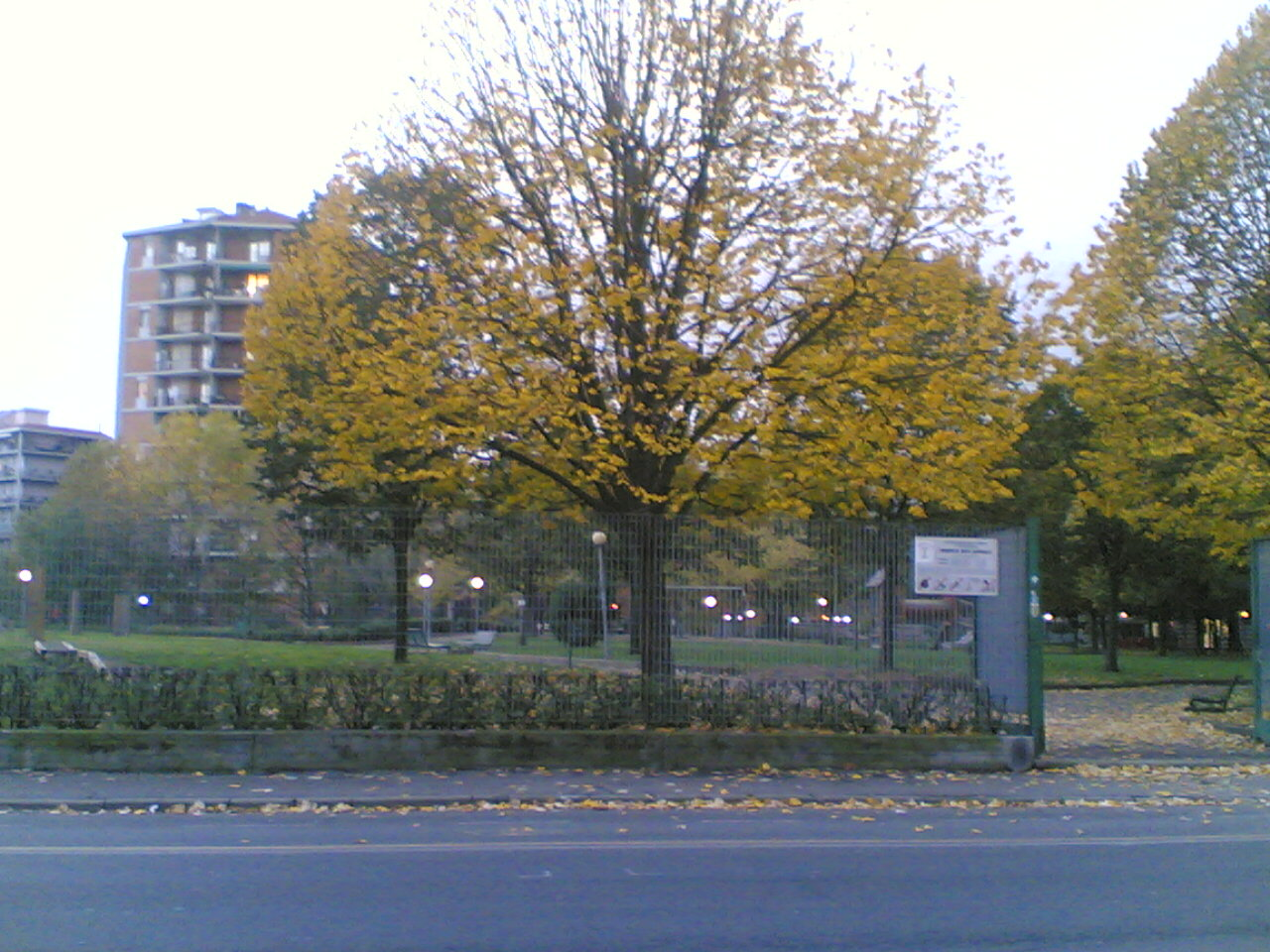
Der Stadtpark XXV Aprile

Der von der Umweltorganisation Legambiente vorgelegte Bericht Ecosistema Urbano 2007 klassifiziert La Spezia neben den Gemeinden Bozen und Mantova als die umweltfreundlichste Stadt Italiens. Der Vorjahresbericht positionierte die Stadt auf dem siebten Platz.
Unter den 104 untersuchten Provinzhauptstädten erreichte La Spezia den 27. Platz bezüglich seiner Luftqualität, den 19. Platz für die niedrige Konzentration von Stickstoffdioxid, den 15. Platz für die Ausdehnung der Fußgängerzonen, den 11. Platz bezüglich verkehrsberuhigter Bereiche, den 27. Platz für die urbanen Grünflächen, den 25. Platz für den Pro-Kopf-Kraftstoffverbrauch, den 21. Platz für umweltfreundliche Energiepolitik und den 13. Platz für die Anzahl gemäß ISO 14001 zertifizierter Unternehmen.
In den vergangenen Jahren kam La Spezia ins Gespräch, als der Verbleib mehrerer Giftmüllfässer nicht aufgeklärt werden konnte. Die Fässer stammten vom Transportschiff Jolly Rosso und enthielten neben Dioxin und anderem Giftmüll abgereichertes Uran und Asbest. Die Abfälle waren für die Deponien bei Marola (La Spezia) und Seveso bestimmt, wo ihr Verbleib jedoch nicht geklärt werden konnte. Weitere Untersuchungen wurden ergebnislos abgebrochen.
Zum Schutz gegen Lärm, Staub und Abgase erhalten die Anwohner des Hafengebietes Vergünstigungen beim Kauf von Doppelverglasten Fenstern und Klimaanlagen. Trotz dieser Maßnahme hat La Spezia, auch durch andere Faktoren bedingt, die höchste Sterblichkeitsrate an Pleuratumoren in Italien. Ein Hauptgrund dafür liegt in der hohen Belastung durch Asbest, was zu einer starken Erhöhung der Inzidenz von Pleuramesotheliomen führt.

### Kanalisationssystem
Durch verstärkte Investitionen in die Erneuerung des Kanalisationssystem konnte in den Jahren um die Jahrtausendwende der Prozentsatz der an die Kanalisation angeschlossenen Haushalte von 38 auf 76 % erhöht werden. Trotzdem bleibt die Anzahl der nichtangeschlossenen Haushalte hoch. Die Kläranlage der Stadt befindet sich bei Stagnoni.

### Mülltrennung
Die Müllabfuhr wird von der ACAM Ambiente, einer Tochtergesellschaft der ACAM S.p.A, betrieben und garantiert auf dem gesamten Gemeindegebiet ein Mülltrennungssystem für feste Abfälle.
Am 4. Dezember 2006 wurde im Palazzo della Regione in Genua von der Naturschutzorganisation Legambiente der 17. Preis für „Recyclinggemeinden“ vergeben. La Spezia kam mit 32,14 % getrenntem Hausmüll (ein Anstieg von 6 % im Vergleich zum Vorjahr) in der Rangliste auf den ersten Platz unter den anderen Provinzhauptstädten der Region. Unter allen Kommunen Liguriens kam die Stadt auf Rang 21. Damit liegt La Spezia unter der im Dekret Ronchi gesetzlich vorgeschriebenen Quote von 35 %.
Im November 2006 wurden der Stadt 350.000 Euro von der Region Ligurien bereitgestellt, um die Entsorgung organischen Abfalls zu verbessern. Im Jahr 2007 wurde ein Rückgang um einige Prozentpunkte in der Mülltrennung registriert. Trotzdem stieg La Spezia in der regionalen Rangliste um sieben Plätze auf.
|                                                        | Jahresmittel 2005 | Jahresmittel 2006 | Jahresmittel 2007 |
| ------------------------------------------------------ | ----------------- | ----------------- | ----------------- |
| Gemeinde La Spezia                                     | 27 %              | 32,14 %           | 29,90 %           |
| Provinz La Spezia                                      | 25,09 %           | 30,80 %           | keine Daten       |
| Positionierung in der Region (insgesamt 235 Gemeinden) | keine Daten       | 21. Platz         | 14. Platz         |

Im Vergleich hierzu lag die nationale Mülltrennungsquote in Italien im Jahr 2009 bei 47 % und die von Deutschland bei 68 %.

## Verkehr
Als zweitgrößte Stadt der Region und Provinzhauptstadt ist La Spezia ein regionaler Verkehrsknotenpunkt. Dies betrifft vor allem das Schienennetz und die Schifffahrt. Weniger optimal ausgebaut ist das Straßennetz – ein Missstand, der durch die Geografie verursacht wird und den überwiegenden Teil der ligurischen Küste betrifft. Eine Umgehungstangente wurde fertiggestellt. Eine Fluganbindung ist durch drei große internationale Flughäfen in der weiteren Umgebung gewährleistet.

### Öffentliche Verkehrsmittel

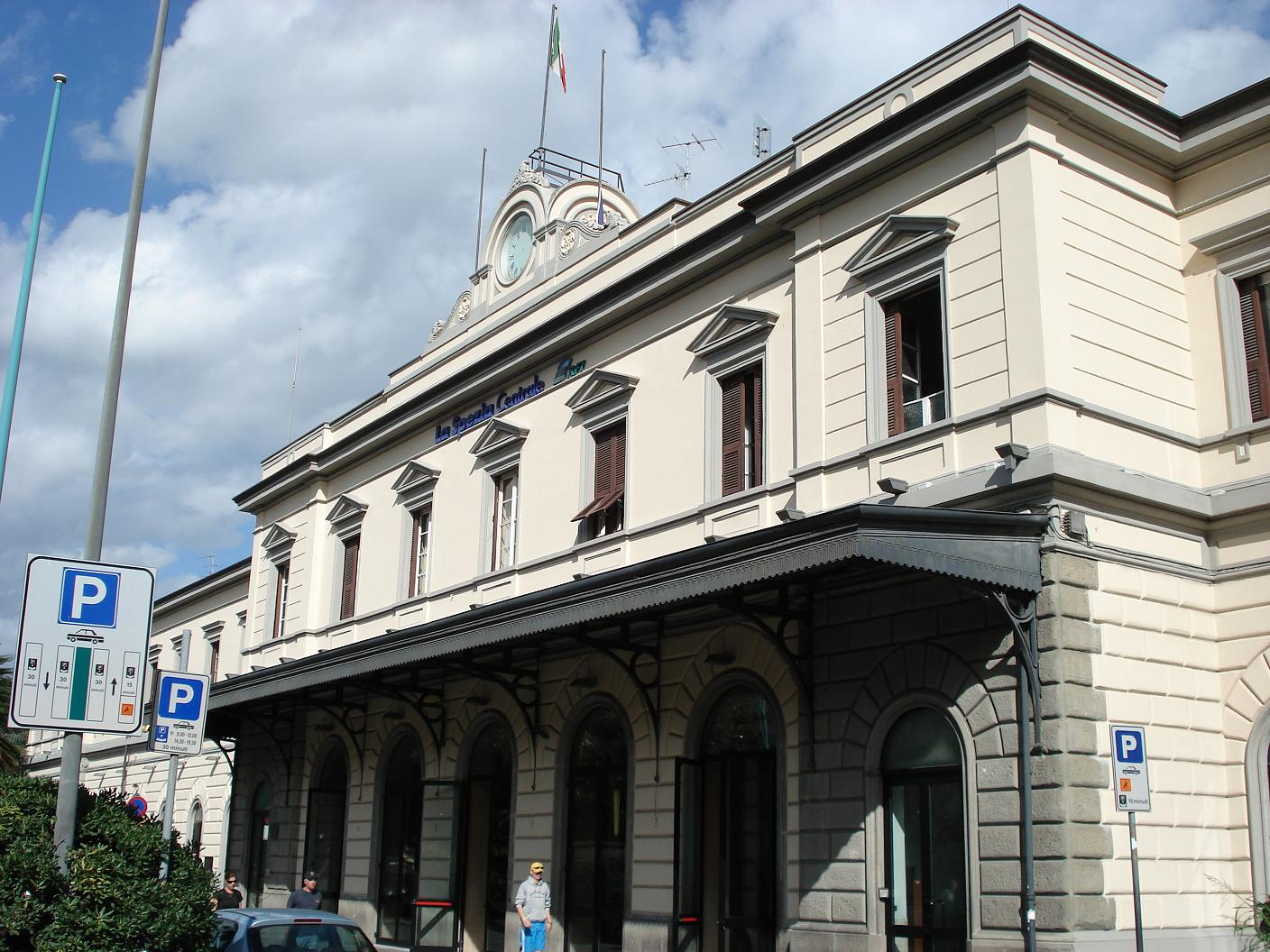
Das Bahnhofsgebäude

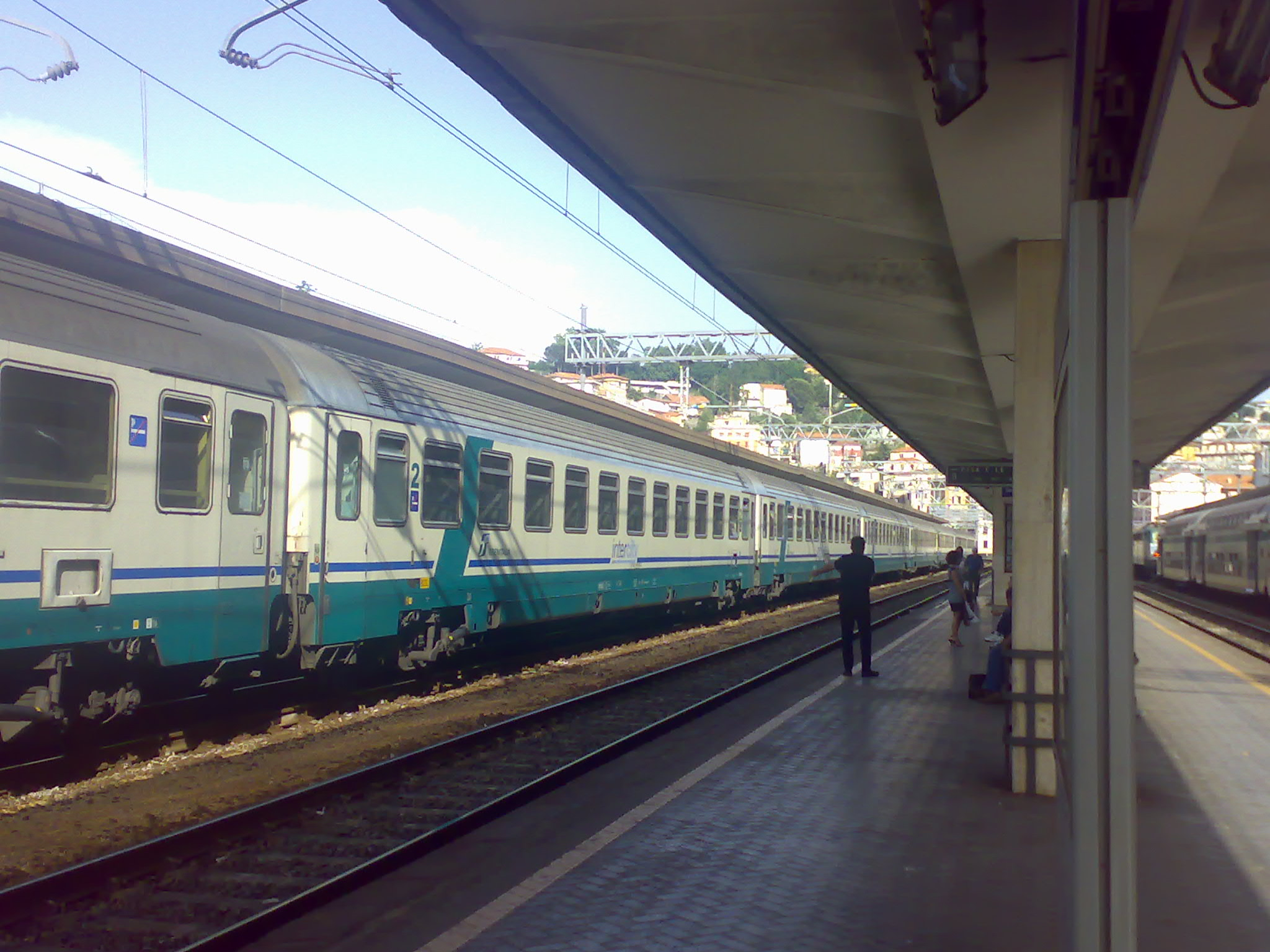
Der Zentralbahnhof der Stadt

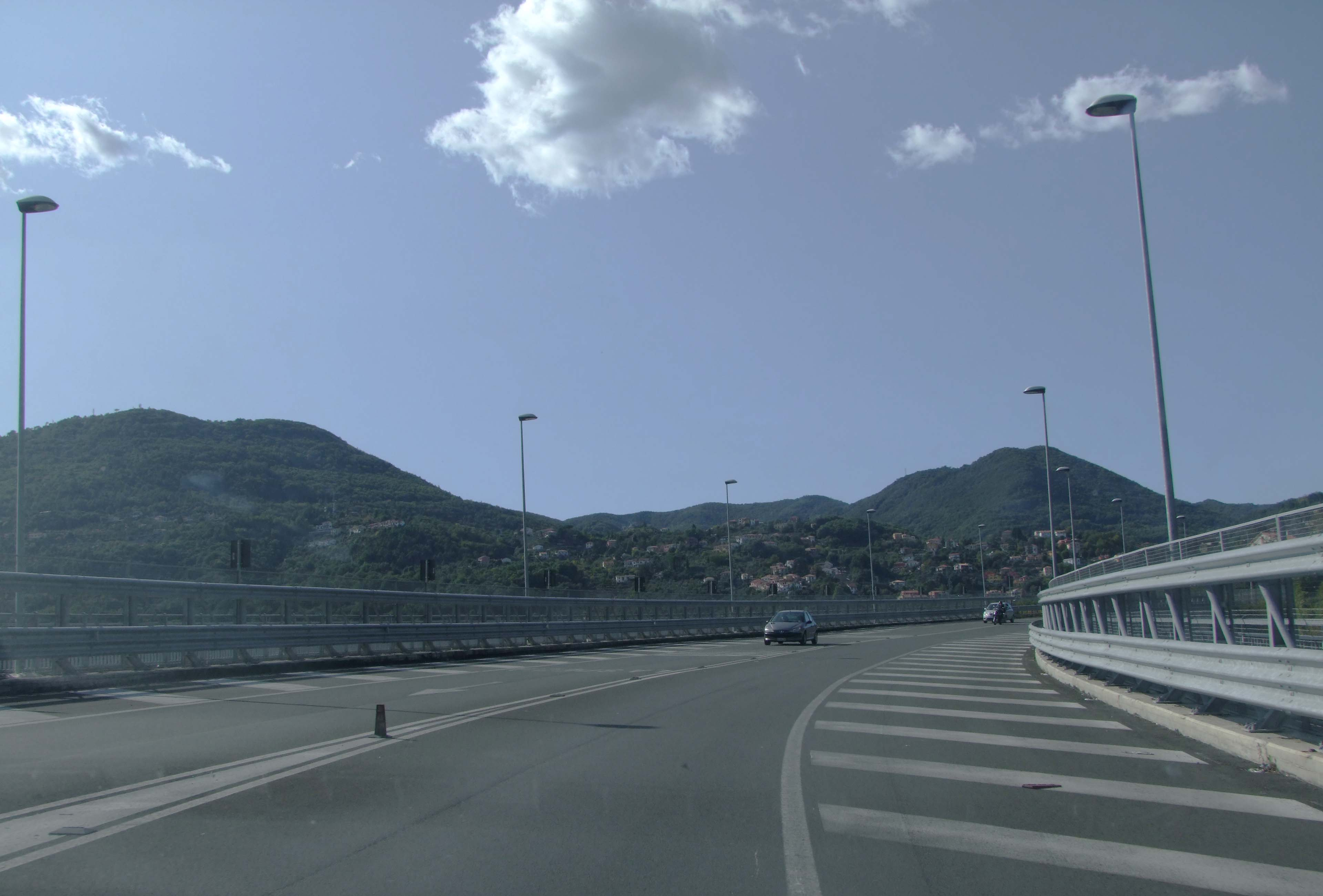
Der freigegebene Abschnitt der Tangenziale

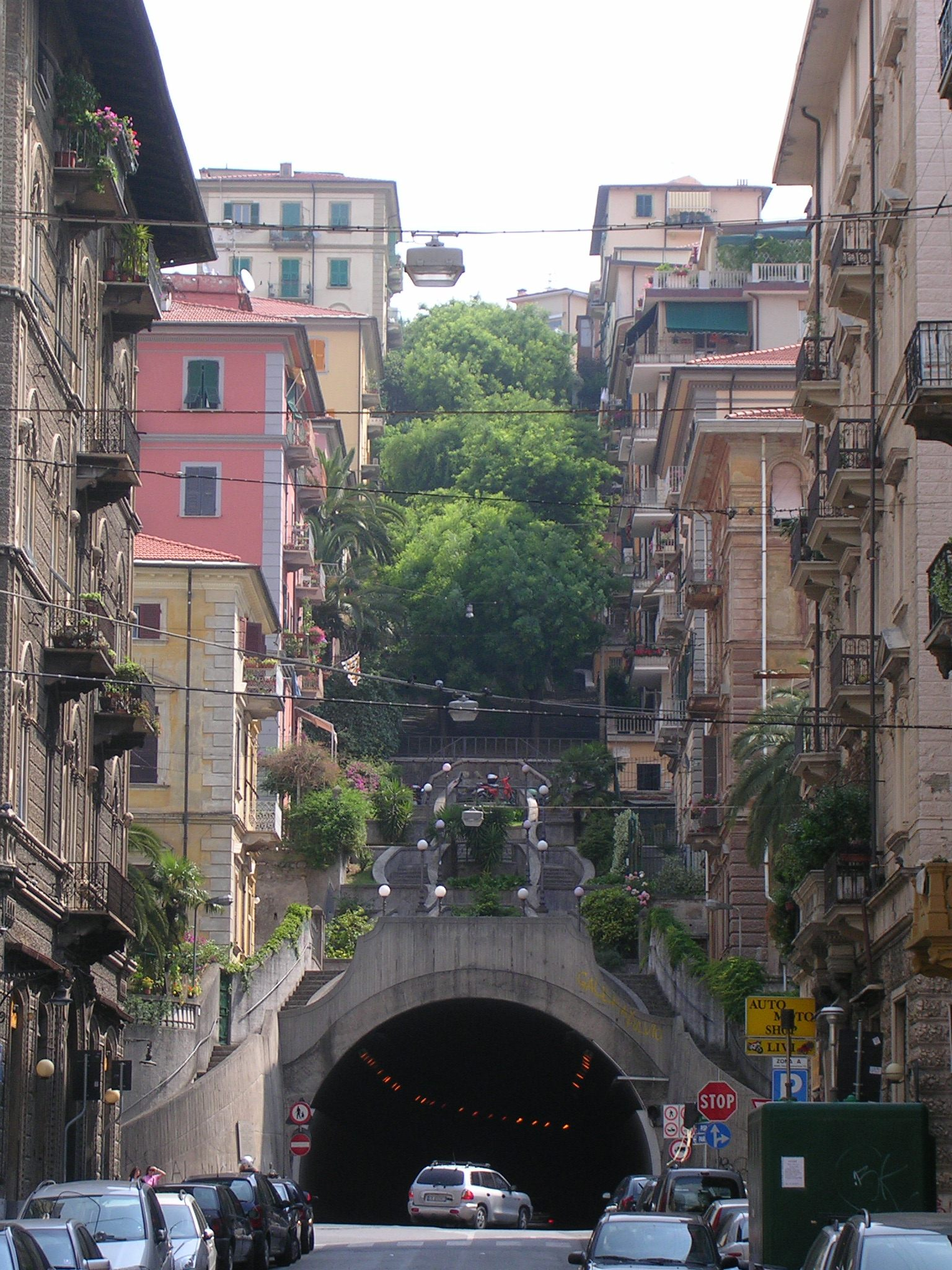
Die Galleria Spallanzani im Zentrum der Stadt

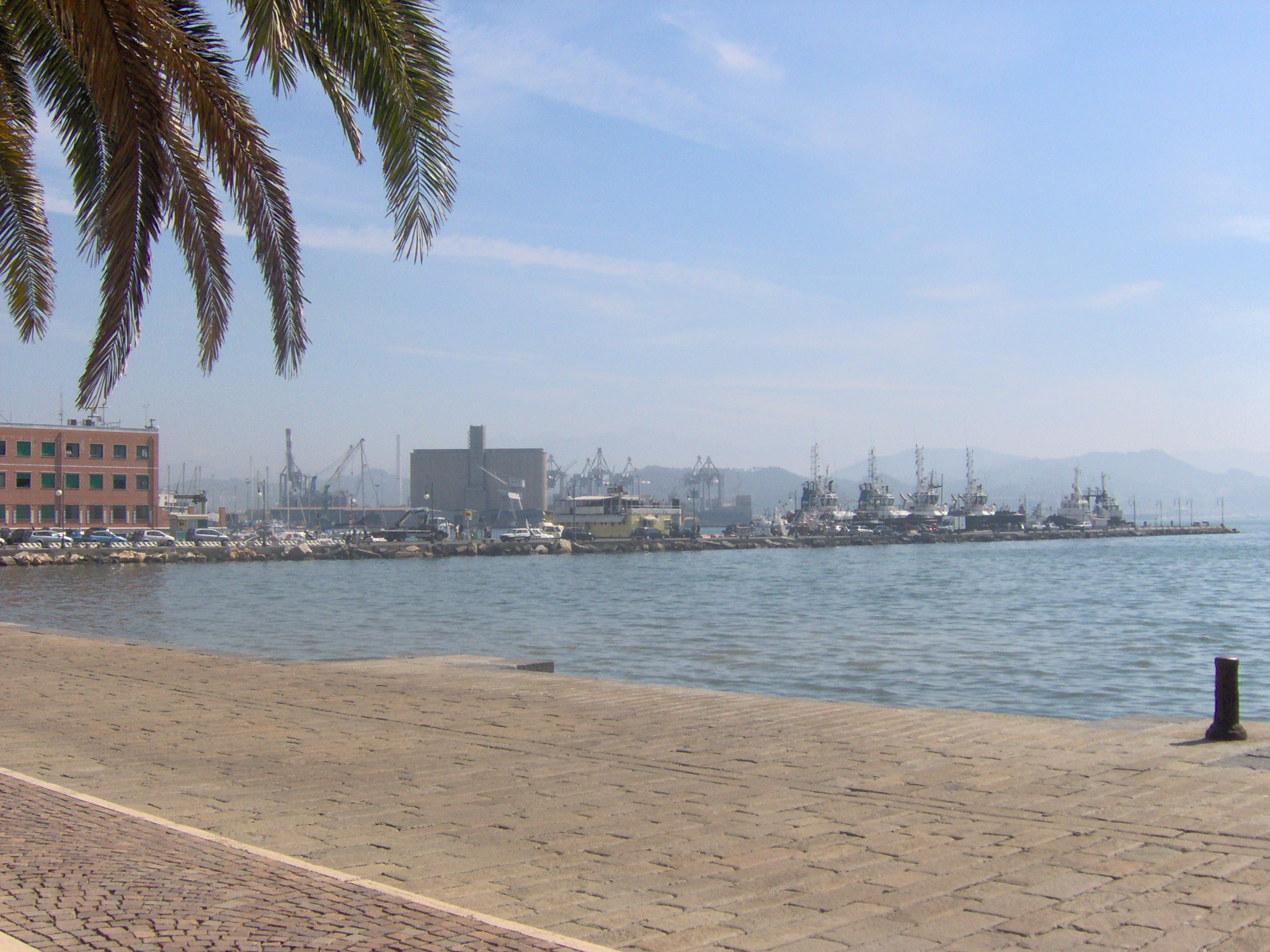
Die Pier Italia

Der öffentliche Nahverkehr wird vom Verkehrsunternehmen Azienda Trasporto Consortile (ATC) durchgeführt. Auf den Linien 1 (Bragarina–Pegazzano) und 3 (aufgrund teilweise nicht existenter Oberleitung im bimodalen Betrieb) verkehren Oberleitungsbusse. Geplant ist der Ausbau des elektrisch betriebenen Busnetzes auf fünf Linien. Neben den Stadtbuslinien betreibt die ATC auch Regionalbuslinien in der Provinz La Spezia sowie das Schulbussystem und ein Beförderungsangebot für behinderte Personen.
Von 2006 bis 2009 nahm La Spezia an dem europäischen Umweltprojekt BEST teil, das den Gebrauch von Bioethanol als Kraftstoff fördern sollte. Für La Spezia wurden drei entsprechende Busse beschafft sowie eine Bioethanoltankstelle gebaut.
Der Bahnhof La Spezia Centrale liegt an zwei Eisenbahnstrecken:
- die Bahnstrecke Pisa–Genua (auch Ferrovia Tirrenica)
- die Bahnstrecke Parma–La Spezia (auch Ferrovia Pontremolese)

Der Zentralbahnhof von La Spezia ist der größte zwischen Genua, Pisa und Parma. Daneben befinden sich im Stadtgebiet drei weitere Bahnhöfe: der Bahnhof La Spezia Migliarina, Ca’ di Boschetti und La Spezia Marittima. Letzterer liegt innerhalb des Handelshafens und wird nur noch als Güterbahnhof genutzt. Außerdem befindet sich im Stadtteil Valdellora ein Güterbahnhof.

### Straßenverkehr
La Spezia wird von der Provinzstraße 1 (SP 1 / SS 1), der Via Aurelia, durchquert. Weitere kleinere Verbindungsstraßen führen von der Stadt in die umliegende Region:
- SS 330 di Buonviaggio – Verbindungsstraße zur SS 62 bei Caprigliola
- SS 331 di Lerici – Verbindungsstraße zur SP 1 und der SS 430 bei Romito Magra
- SS 370 Litoranea delle Cinque Terre – Verbindungsstraße nach Manarola (Cinque Terre)
- SS 530 di Porto Venere – Verbindungsstraße nach Porto Venere

La Spezia ist an folgende Autobahnen angeschlossen:
- Autobahn A12 (Genua – Rom)
- Autobahn A15 (Parma – La Spezia)

Beide Fernverkehrsstraßen sind über die Tangentiale zu erreichen, die eine der Hauptstraßen (die Via Carducci) mit der Mautstelle „La Spezia“ verbindet. Von dieser erreicht man das Autobahndreieck A12/A15.
Die Stadt verfügt über eine nördliche Umfahrung. Diese Staatsstraße (SS 1) mit dem Namen Via Aurelia Variante A, ist seit geraumer Zeit in Bau und verbindet den Bezirk Ospedale Felettino mit dem Stadtviertel Foce. Die Straße, die die Innenstadt entlasten soll, ist weitgehend fertiggestellt, jedoch noch nicht vollständig an die Stadt angeschlossen. Im Januar 2006 wurde ein erster Abschnitt der Tangente für den allgemeinen Verkehr freigegeben. Dieser ermöglicht eine schnelle Verbindung mit dem Val di Vara und ist über einen 2,4 Kilometer langen Tunnel an den Piazzale Ferro und das Viertel San Benedetto angebunden. Dadurch wird die Via Aurelia (SS 1/SP 1) in der Zone Foce neu geführt. Die Fertigstellung der Tangentialstraße war bereits für das Jahr 2010 vorgesehen. Momentan wird an der Zubringerstraße Via Fontevivo gearbeitet, die die zweite Ausfahrt der Tangente mit der Innenstadt verbinden wird.
Am 8. April 2020 ist die Caprigliola-Brücke der SS 330, die La Spezia und Massa Carrara verbindet, komplett zusammengebrochen. Die Brücke, die die Staatsstraße von Cisa mit der Provinzstraße von Albiano verband, war im November 2019 unter Beobachtung gestellt worden, da sich im Asphalt ein baulicher Riss gebildet hatte.

### Luftverkehr
La Spezia verfügt über keinen eigenen Flughafen. Im Umkreis von 100 Kilometern befinden sich jedoch drei große, internationale Flughäfen:
- der Flughafen Cristoforo Colombo, bei Genua
- der Flughafen Galileo Galilei, bei Pisa
- der Flughafen Giuseppe Verdi, bei Parma

Das nächste Luftfahrt-Drehkreuz ist der Flughafen Mailand-Malpensa. Bei Luni befindet sich ein militärischer Flughafen.

### Seehafen
Neben den Handelshäfen und dem Marinestützpunkt verfügt La Spezia über einen Passagier-Terminal am Molo Giuseppe Garibaldi, wo die größeren Kreuzfahrtschiffe abgefertigt werden. Am Containerterminal LSCT wurden im Jahr 2015 1,3 Millionen TEU umgeschlagen. Hier ist ein starker Ausbau vorgesehen.
Außerdem gibt es mehrere Häfen und zahlreiche Anlegeplätze, die sowohl von Sportbooten und Yachten, wie auch den Fährschiffen zu Küstendörfern der Provinz genutzt werden. Von der Pier Italia legen in den Frühlings- und Sommermonaten Linienschiffe nach Lerici, Porto Venere, der Insel Palmaria, den Cinque Terre, Portofino und Genua ab. Einige der angrenzenden Gemeinden haben mit der Verwaltung La Spezias und den Personenbeförderungsunternehmen ein Abkommen zum weiteren Ausbau dieser Wasserwege beschlossen.
Es existiert auch ein regelmäßiger Fährdienst zu den Inseln Sardinien und Korsika.
2010 wurde im Hafen von La Spezia eine neue Marina für Luxusyachten bis 130 Meter Länge, der Porto Mirabello, eröffnet, der seit 2013 über eine Fußgängerbrücke (Thaon di Revel City Bridge) erreichbar ist. Dafür wurde eigens eine künstliche Halbinsel von 4 ha aufgeschüttet.

## Bildung
La Spezia ist Sitz folgender Schulen:
- Staatliche Berufsoberschule für das Hotel- und Gaststättengewerbe „Giuseppe Casini“
- Liceo Classico „L. Costa“, ein humanistisch geprägtes Gymnasium
- Liceo Scientifico „A. Pacinotti“, ein naturwissenschaftlich ausgerichtetes Gymnasium
- Liceo „G. Mazzini“, Gymnasium
- Staatliche Berufsoberschule für Industrie und Handwerk „D. Chiodo“ / Staatliche Berufsoberschule für Nautik „N. Sauro“
- Staatliche Berufsoberschule für Handel, Tourismus und Werbung „L. Einaudi“
- Istituto di Istruzione Secondaria Superiore „Fossati – Da Passano“, Gymnasium
- Technisches Institut für Industrie „G. Capellini“, Berufsoberschule
- Technisches Institut für Landvermessung „V. Cardarelli“, Berufsoberschule
- Universität: Auf Initiative des Bürgermeisters Lucio Rosaia konnte eine kleinere Universität eröffnet werden. Diese befindet sich auf dem Campus „Guglielmo Marconi“ im hügeligen Abschnitt der Stadt und ist seit dem akademischen Jahr 2001/2002 in Betrieb. Es werden fünf Diplomkurse angeboten:
  - Schiffbau
  - Maschinenbau
  - Angewandte Informatik
  - Spezialisierungskurs in Schiffbau
  - Spezialisierungskurs in Schiffsentwurf

Aktuell wird über den Umzug der Universität in die Räumlichkeiten der Kaserne „Duca degli Abruzzi“ diskutiert.

## Persönlichkeiten
- Bartolomeo Facio (≈1400–1457), Humanist und Astrologe
- Giovanni Capellini (1833–1922), Geologe und Paläontologe
- Francesco Gerbaldi (1858–1934), Mathematiker
- Mario Berti (1881–1960 oder 1964), Offizier des Königlich-Italienischen Heeres
- Gioacchino Armano (1883–1965), Fußballspieler
- Alfredo Boccolini (1885–1956), Schauspieler
- Alberto Denti di Pirajno (1886–1968), sizilianischer Schriftsteller, Arzt in Nordafrika und Gastronom
- Ercole Boero (1889–1952), Wasserballspieler
- Cesare Colombo (1889–1945), Tennisspieler
- Luigi Olivari (1891–1917), Jagdflieger des Ersten Weltkriegs
- Ezio Roselli (1896–1963), Turner
- Giulio de Micheli (1899–1940), Komponist von Unterhaltungsmusik
- Giuseppe Rosetti (1899–1965), Fußballspieler und -trainer
- Federico Munerati (1901–1980), Fußballspieler und -trainer
- Gino Rossetti (1904–1992), Fußballspieler
- Giacinto Scelsi (1905–1988), Komponist
- Luigi Faggioni (1909–1991), Marineoffizier
- Tullio Vinay (1909–1996), waldensischer Pfarrer, Theologe und Politiker
- Berto Lardera (1911–1989), italienisch-französischer Bildhauer
- Roberto Natale (1921–2012), Drehbuchautor und Dichter
- Giuliano Biagetti (1925–1998), Filmregisseur und Drehbuchautor
- Sauro Tomà (1925–2018), Fußballspieler
- Giorgio Azzolini (1928–2024), Jazzmusiker
- Sergio Tedesco (1928–2012), Schauspieler, Opernsänger und Synchronsprecher
- Marco Formentini (1930–2021), Politiker
- Bruno Visintin (1932–2015), Boxer
- Giuliano Esperati (* 1933), Schauspieler
- Giuseppe Da Prato (1936–2023), Mathematiker
- Luigi Perelli (* 1937), Fernsehregisseur, Dokumentarfilmer und Drehbuchautor
- Ketty La Rocca (1938–1976), Konzept-, Body-Artkünstlerin und Dichterin der Visuellen Poesie
- Gaetano Pesce (1939–2024), Architekt und Designer
- Gianni Brezza (1942–2011), Tänzer, Choreograf, Schauspieler und Regisseur
- Gian Biagio Conte (* 1941), Altphilologe
- Gian Paolo Dulbecco (* 1941), Maler
- Riccardo Petrella (* 1941), Politologe, Soziologe und Menschenrechtsaktivist
- Giancarlo Giannini (* 1942), Schauspieler
- Toto Cutugno (1943–2023), Sänger
- Adriano Maggiani (1943–2025), Archäologe und Etruskologe
- Giorgio Bambini (1945–2015), Boxer
- Enrico Oldoini (1946–2023), Drehbuchautor und Filmregisseur
- Paolo Malco (* 1947), Schauspieler
- Guglielmo Cinque (* 1948), Sprachwissenschaftler
- Loris Sturlese (* 1948), Philosophiehistoriker
- Stefano Giovannoni (* 1954), Architekt und Designer
- Marco Buticchi (* 1957), Schriftsteller
- Markus Hinterhäuser (* 1958), österreichischer Pianist und Kulturmanager
- Massimo Podenzana (* 1961), Radrennfahrer
- Stefano Mei (* 1963), ehemaliger Mittel- und Langstreckenläufer
- Maria Domenica Melone SFA (* 1964), Ordensfrau und Theologin
- Marco Cannone (* 1966), Mathematiker
- Alexia (* 1967 als Alessia Aquilani), Eurodance-Sängerin
- Andrea Orlando (* 1969), Politiker des Partito Democratico
- Alessandro Petacchi (* 1974), Radrennfahrer
- Super Marco May (* 1976 als Marco Capri), Hardstyle-DJ und -Produzent
- Simone Vergassola (* 1976), Fußballspieler
- Martin Hagen (* 1981), deutscher Politiker
- Andrea Raggi (* 1984), Fußballspieler
- Brando Benifei (* 1986), Politiker
- Alessandro Giannessi (* 1990), Tennisspieler
- Lorenzo Richelmy (* 1990), Filmschauspieler

## Ehrenbürger
- Bassano Staffieri (1931–2018), römisch-katholischer Bischof von La Spezia-Sarzana-Brugnato, Ehrenbürgerwürde 2008

## Städtepartnerschaften
- Toulon (Frankreich), seit 1959
- Bayreuth (Deutschland), seit 1999

## Galerie

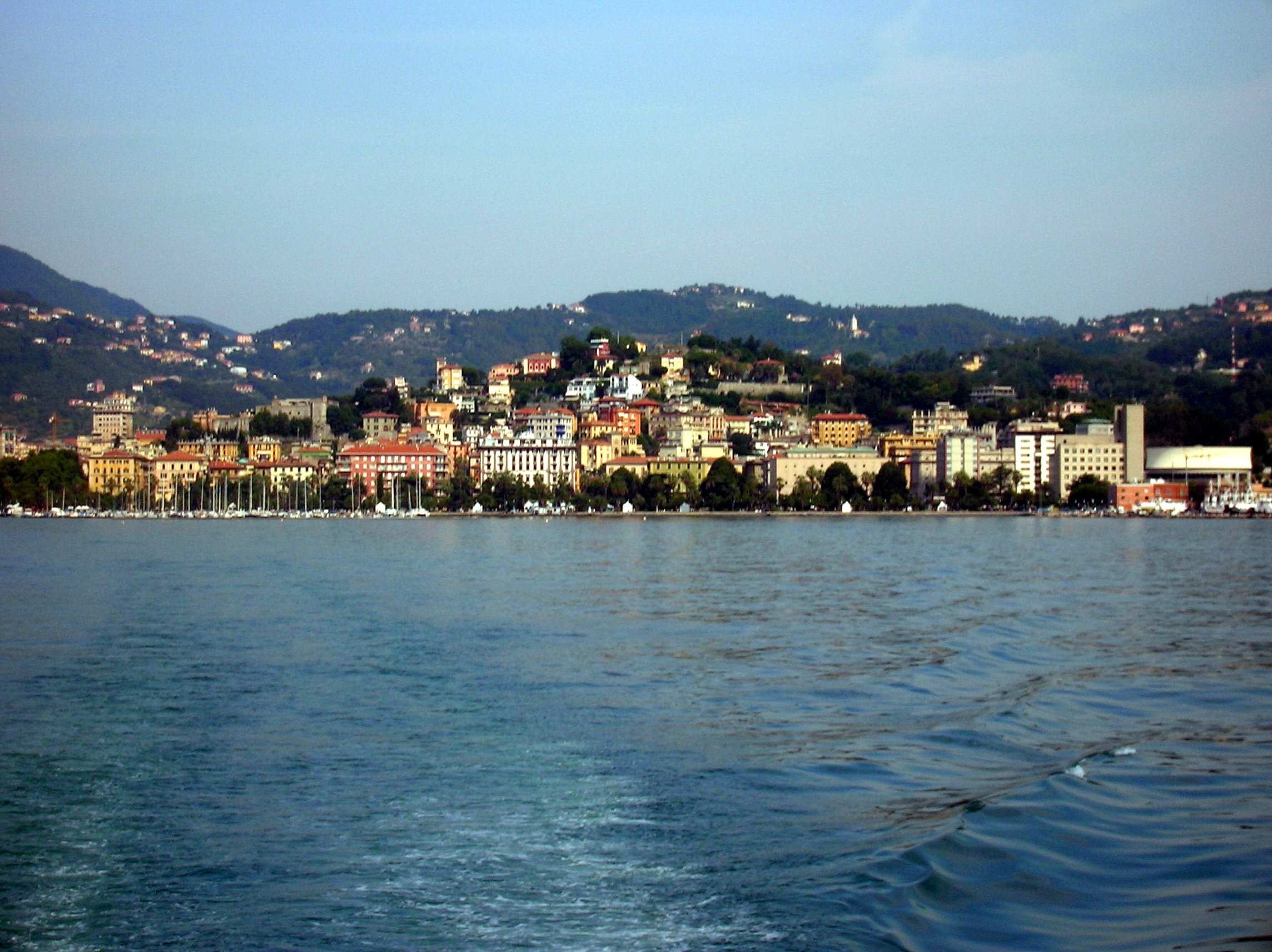
La Spezia vom Golf aus gesehen
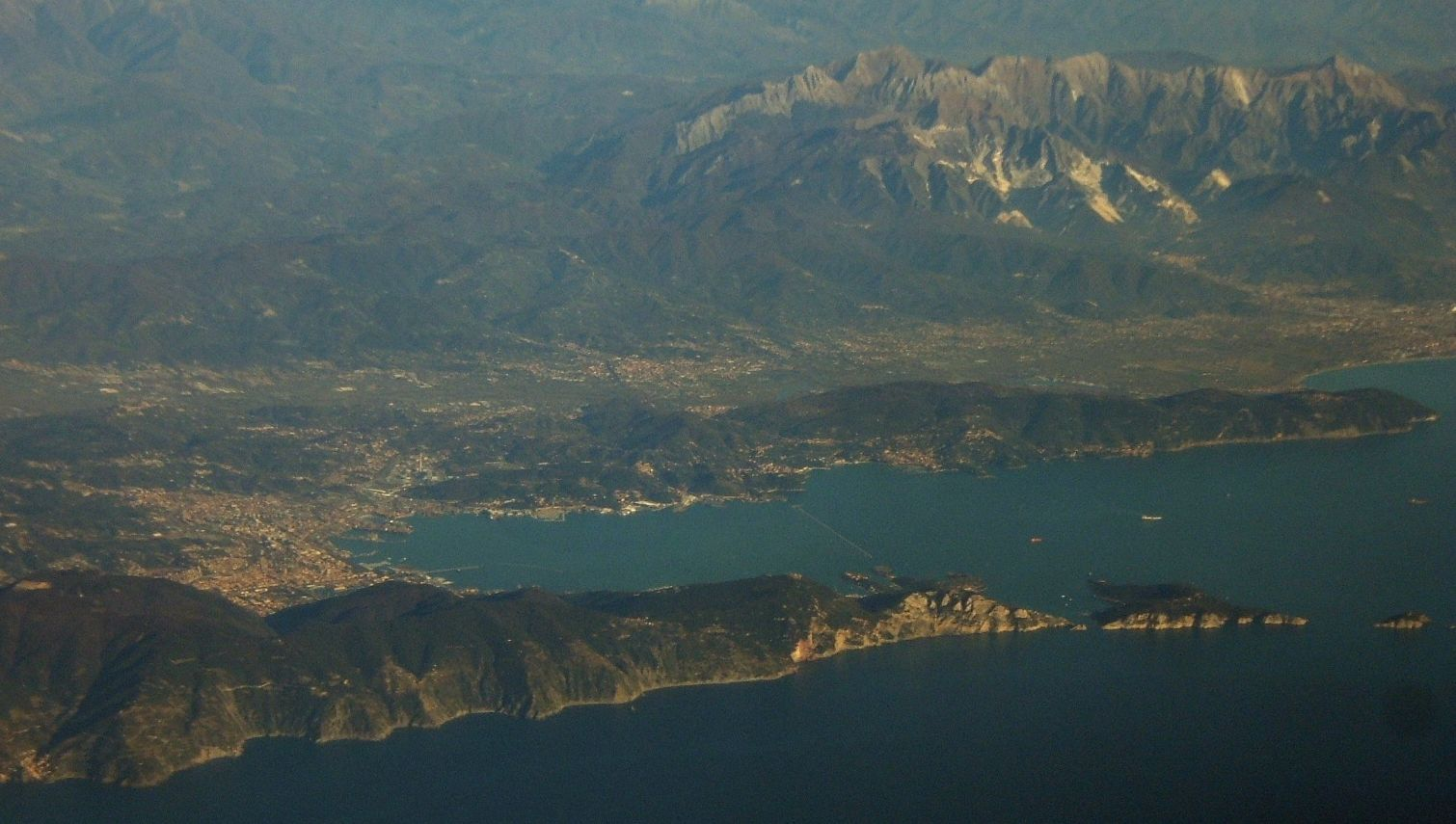
Golf von La Spezia
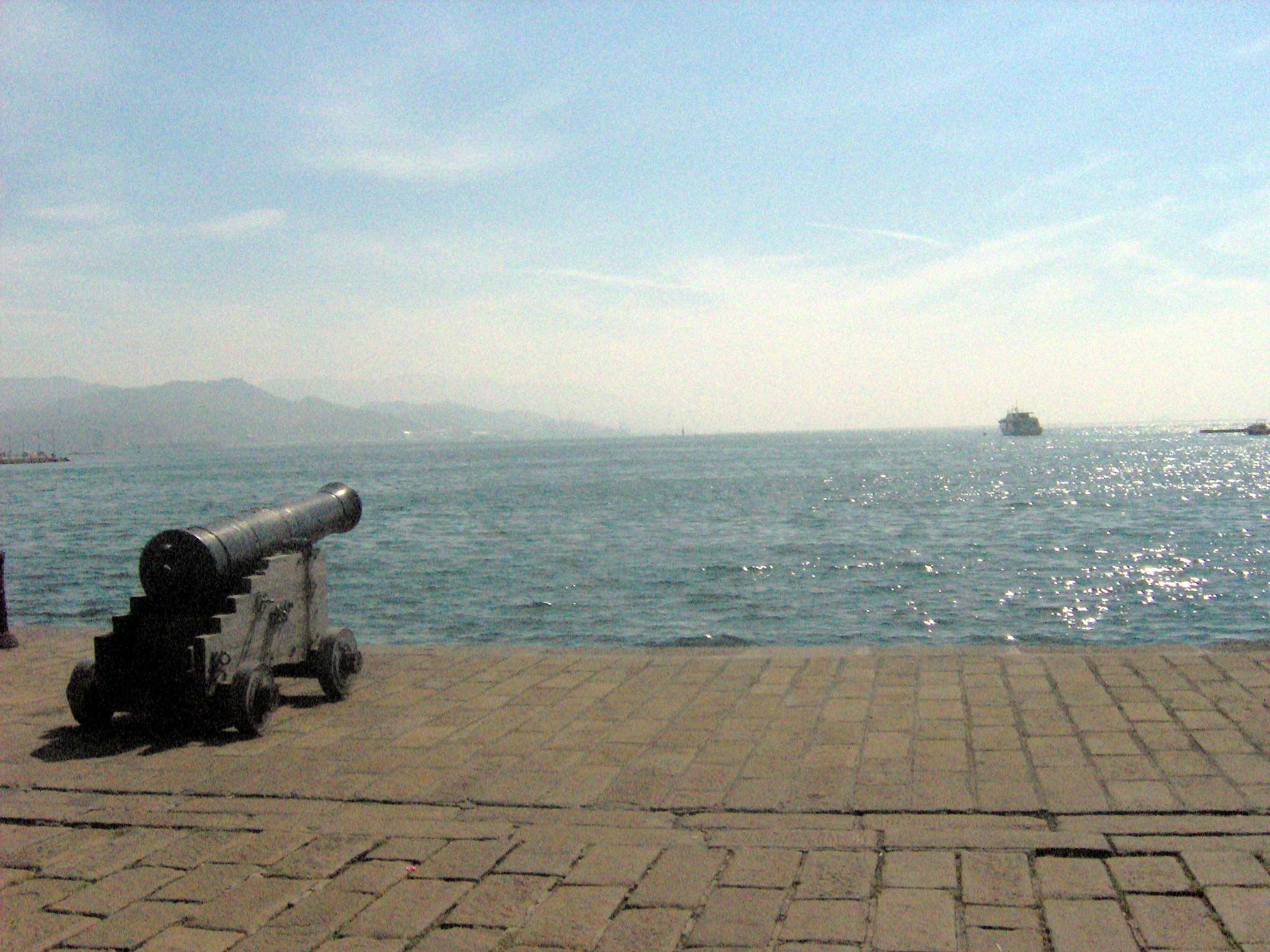
Uferpromenade Morin
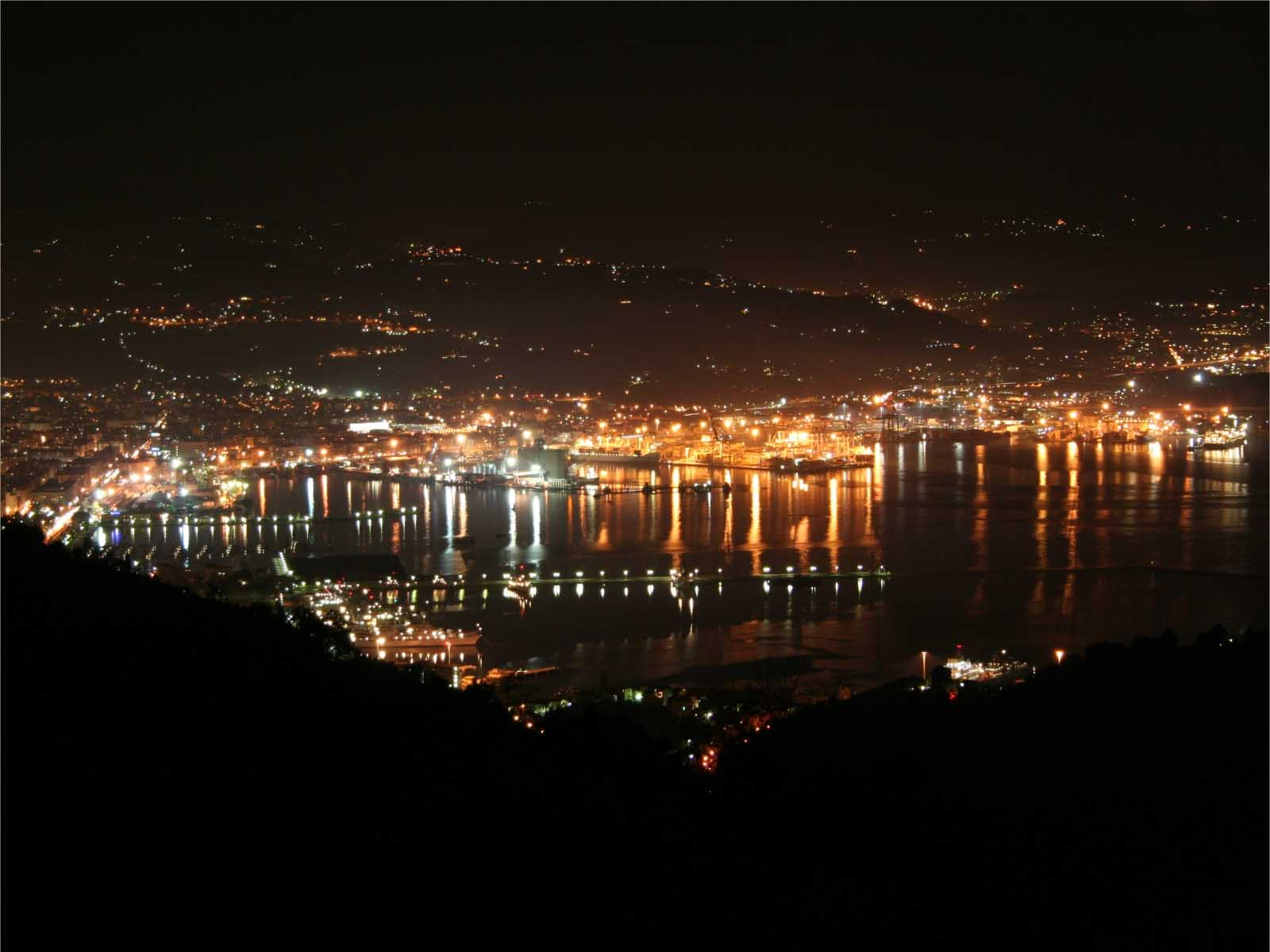
La Spezia bei Nacht
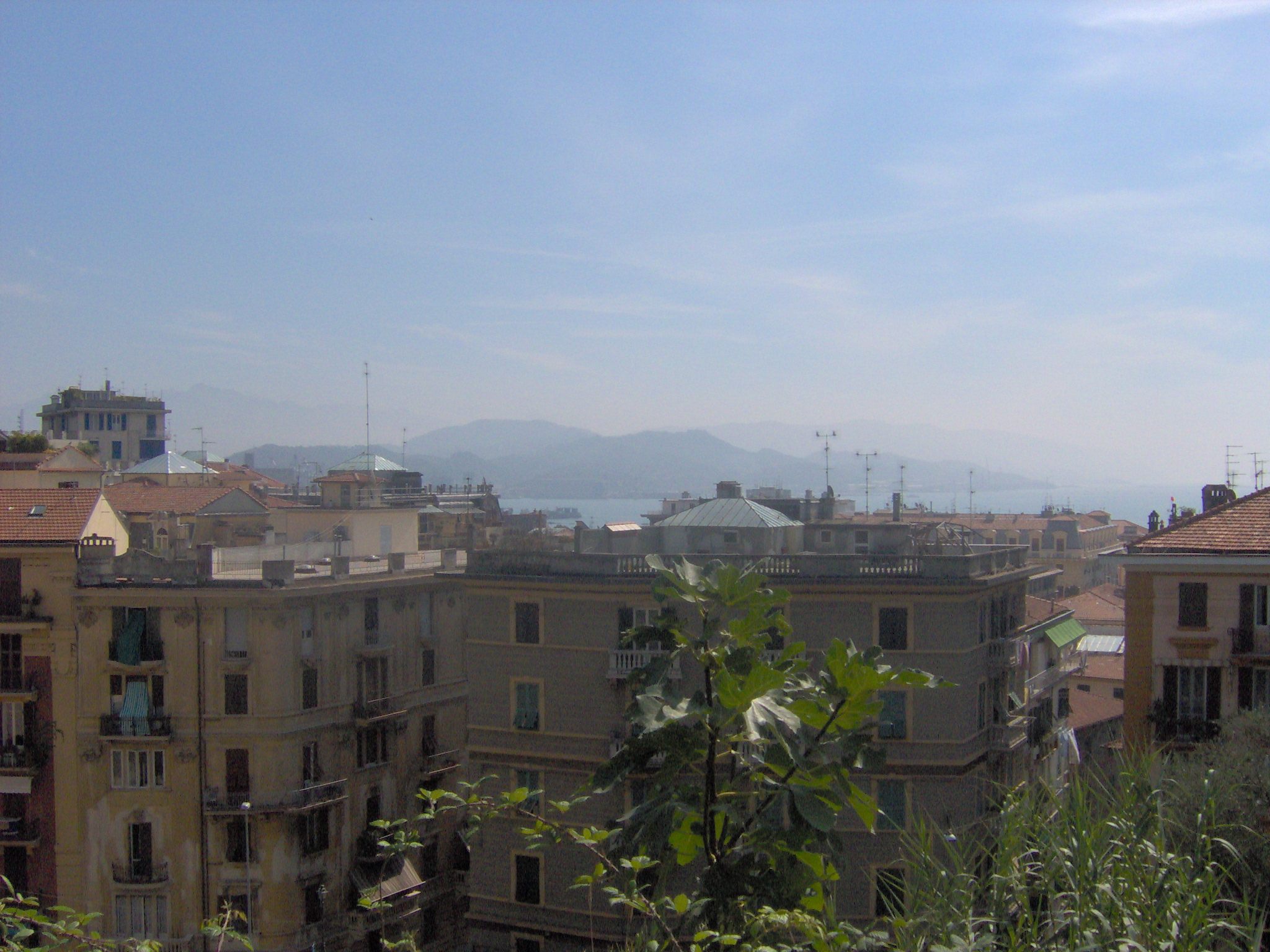
Blick auf das Viertel  Colli